# ويليام بورجس
ويليام بورجس (بالإنجليزية: William Burges)‏ هو مصمم ومهندس معماري إنجليزي. عُدّ من بين أعظم الفنانين المعماريين في العصر الفيكتوري، حيث سعى في عمله إلى الهروب من إنتاج القرن التاسع عشر والنمط المعماري للكلاسيكية الجديدة، مع إعادة إحياء القيم الاجتماعية والمعمارية لإنجلترا في القرون الوسطى الطوباوية. تُصنف أعمال بورجس ضمن النهضة القوطية، حيث جعلت من عمله صدى لما قبل الرفائيلية وبذرة لتلك الفنون والحرف اليدوية. كانت مهنة بورجس محدُودة ولكنها لم تكن على نطاق ضيق؛ حيث حصل على رئاسته الأولى للجنة الرسمية لكاتدرائية سانت فين باري في كورك عام 1863، حينما كان يبلغ من العمر الخامسة والثلاثين.
تُوفي عام 1881 في منزله بكينجيستون، منزل البرج، وهو منزل عتيق تعدى عمره عشرات السنين؛ وكان هذا المبنى المعماري فريدًا من نوعه، رغم ضآلة حجمه إلا أنه امتاز بالتنوع في التصميم. وبالعمل مع فريق من أمهر الرجال، كان إنتاج بورجس قليلًا ولكنه مُنوعًا، حيث استطاع تصميم وبناء الكنائس والمنازل والعديد من الكاتدرائيات والمدارس والجامعات والقلاع أيضًا. كان من أبرز أعمال بورجس قلعة كارديف، التي قام بإنشائها ما بين عامي 1866 و1928، وكل من قلعتي كوتش (1872-1991)، واللاتي تم بنائهن لأجل جون كريشتون ستيوارت، ماركيز بيوت الثالث. ومن بين الأبنية العريقة والضخمة كان منزل غيهورست بباكينغهامشير (1858-1965) وقصر نايتشايز (1867-1874) وكنيسة المسيح كونسولير (1870-1876) وشارع ماري ستادلي الملكي (1870-1878) في يوركشاير وحديقة المنزل وكارديف (1871-1880).
لم يتم تنفيذ العديد من تصاميمه أبدًا أو تم هدمها أو تغييرها لاحقًا. لم يكن الحظ حليفًا لأعماله التي دخل بها المنافسات أمثال كاتدرائيات ليل (1854) وكولمبو وأديلايد (1856) وبريزبان (1859) وإدنبرة (1873) وترورو (1878). وخسر أمام جورج أدمون ستريت في مُنافسة محاكم العدل الملكية بستراند (1866-67). كما باءت خططه لإعادة تزيين كاتدرائية القديس بولس من الداخل بالفشل خلال الفترة من 1870 وحتى 1877، حتى تم فصله من عمله. وهدم مستودع سكلبيك (1865-66) في سبعينات القرن العشرين، كما فُقدت أعماله في كاتدرائية سالزبوري (1855–59) وكلية ورسستر بجامعة أكسفورد (1873–79) وقصر نايتشايز في العقود السابقة.
وبخلاف الهندسة المعمارية، صمم بورجس الأعمال المعدنية والنحت والمجوهرات والأثاث والزجاج المُلون، وقد أهدى تلك الفنون التطبيقية على الصناعات إلى الجمعية الملكية للفنون في 1864. ويعكس ذلك اتساع خلال اهتماماته بالموضوعات التي اشتملت عليها إبداعاته كالزجاج والفخار والنحاس الأصفر والحديد والذهب والفضة والأثاث وفن الحائك وفن الزخرفة المعمارية الخارجية. وبعد مرور عدة قرون على وفاته، لم يعد الفن المعماري الفيكتوري موضوع دراسة مكثفة ولا اهتمام مُتعاطف، وتم تجاهل أعمال بورجس بشكل كبير. ومع ذلك، فقد تم إحياء الاهتمام بالفن المعماري الفيكتوري وتصميماته في أواخر القرن العشرين. مما أدى بدوره إلى إعادة إحياء تقدير بورجس وأعماله من جديد.

## النشأة وسفره

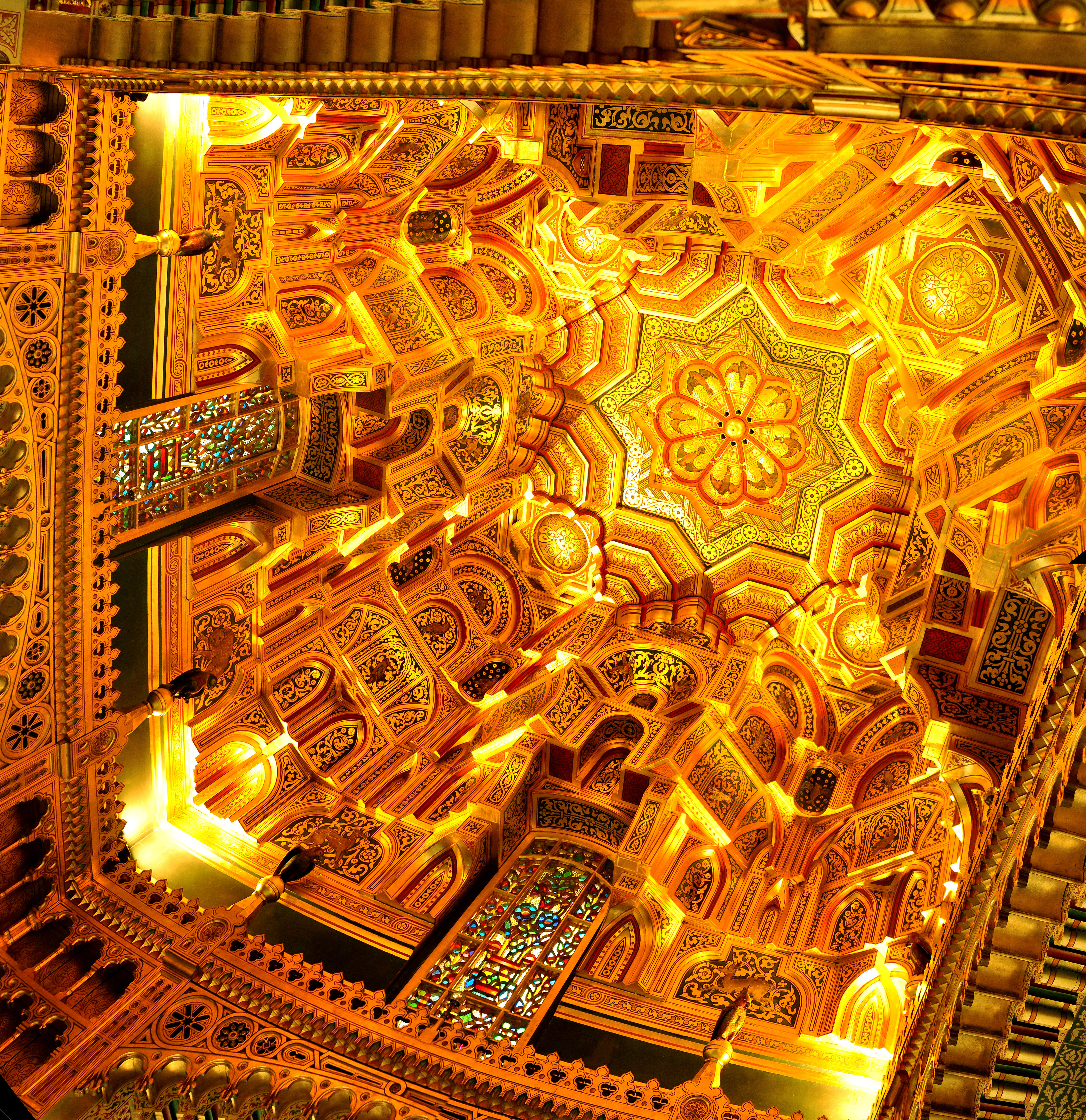
سقف الغرفة العربية بقلعة كارديف.

وُلد بورجس في 2 ديسمبر 1827، هو ابن ألفريد بورجس، مهندس مدني ثري. جمع ألفريد ثروة طائلة تقدر بـ 11，101，266 في 2017، واستطاع ابنه، بعد موته، أن يكرث حياته للدراسة ومُمارسة المعمار بدون أن يتطلب ذلك منه السعي وراء كسب العيش.
التحق بورجس بالمدرسة الملكية بلندن 1839 من أجل دراسة الهندسة، وقد كان من زملائه المعاصرين دانتي جابرييل روزيتي وويليام ميشيل روزيتي.
وغادرها عام 1844 حتى يلتحق بمكتب إدوارد بلور، مساح أراضي في دير وستمنستر. كان بلور أحد المُهندسين المُخضرمين بعد عمله مع كل من ويليام الرابع والملكة فيكتوريا وأشيعت عنه سمعه بأنه مؤيد لإحياء العمارة القوطية. في عام 1848 أو 1849، انتقل بورجس إلى مكتب ماثيو ديجبي ويات. كان ويات من أبرز المهندسين شأنه شأن بلور، ويتضح ذلك من خلال دوره القيادي في إدارة المعرض الكبير في 1851. وكان لأعمال بورجس مع ويات، وبخاصة محكمة القرون الوسطى لهذا المعرض، أثرًا كبيرًا في مسيرته العملية لاحقًا. وخلال تلك الفترة، عمل أيضًا على تصميمات لأعمال معدنية لكتاب وايت، ميتالورك، حيث نشر في 1852. وقد ساعدت تلك الرسوم التوضيحية هنري كلوتون في عمله.
لعل أهمية حياته المهنية قد برزت، فيما بعد، من خلال سفره. واعتقد بورجس أنه يتعين على جميع المُهندسين المعماريين السفر، مُشيرًا إلى «أنه من الضرورة القصوى أن يعرف كيفية حل مُختلف المشاكل الفنية في مُختلف الأعمار من قبل العديد من الرجال». تمكن بورجس بدخله الخاص من الانتقال من إنجلترا ثم فرنسا إلى بلجيكا وهولندا وسويسرا وألمانيا وإسبانيا وإيطاليا واليونان ونهاية إلى تركيا. في العموم، فقد قضى بورجس بالخارج ثمانية عشر شهراً من أجل تطوير مهاراته ومعرفته بالرسم والتصاميم. وظهر كل ما رآه ورسمه جليًا في التأثيرات والأفكار التي استخدمها وأعاد إستخدامها لأجل إكمال حياته المهنية. على الرغم من أنه لم يذهب إلى أبعد من تركيا، إلا أن الفن والعمارة في الشرق، القريب والبعيد، كان لهما عظيم الأثر عليه؛ فقد سحرته العمارة المغربية، التي وُجدت في الجناح العربي في قلعة كارديف، كما اتضحت دراسته لآثار التقنيات اليابانية في أعماله المعدنية في وقت لاحق. تلقى بورجس أولى مهماته في اللجنة في عمر الخامسة والثلاثين، إلا أنه لم يجد في وظيفته الجديدة التنمية والتطور الذي طالما طمح إليهما. لقد شكلت تصاميمه بالفعل تراكمات لأكثر من عشرين عامًا من الدراسة والفكر والسفر. قال جوزيف مورداونت كروك، المرجعية العليا على حياة وأعمال بورجس، أن «وبمجرد تأسيسه وإعداده لعشرين عامًا، كان لبورجس لغة تصميم جديرة بالتطبيق، فقد طبقها وأعاد تطبيقها بنفس المفردات مع زيادة الدقة والذوق».

## أعماله الأولى

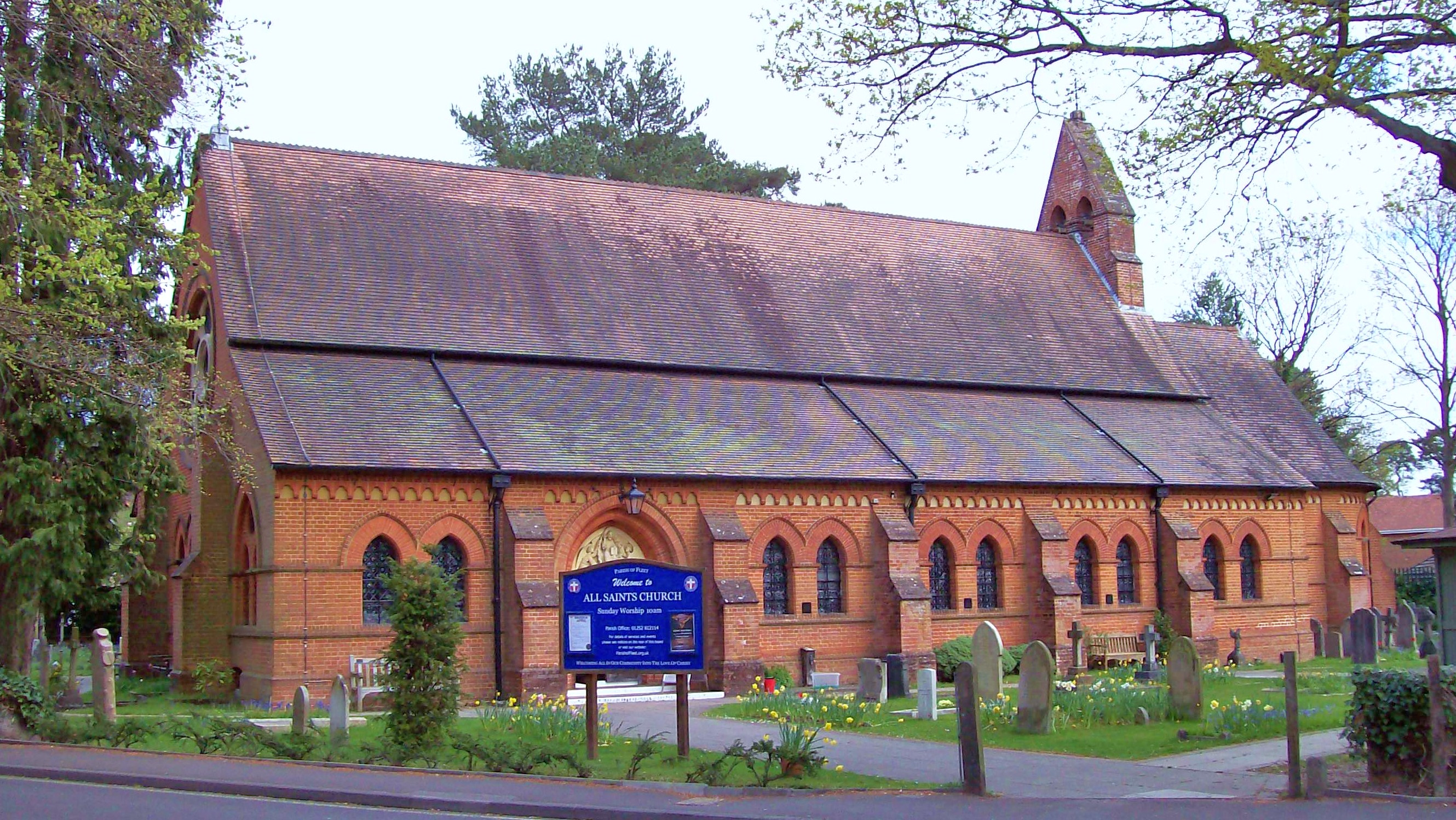
كنائس القديسين بفليت في هامبشير.

قام بورجس عام 1856 بتأسيس مركزه المعماري الخاص في لندن في 15 شارع باكنغهام بستراند. كانت بعض أعماله الأولى في الأثاث قد صُممت لصالح مكتبه في بادئ الأمر، ثم انتقلت في وقت لاحق إلى منزل البرج بطريق ميلبوري بكينجستون، وهو المنزل الذي بنى فيه جناحًا خاصًا له ليقضي فيه أيامه الأخيرة. لم تُنتج مهنته المعمارية، في البداية، شيئًا يدعو للاهتمام على الرغم من حصوله على مكانة مرموقة بإدارة كاتدرائية ليل وكنيسة القرم التذكارية ومدرسة بومباي للفنون. لم يُبنِ أي شيء من تصميم بورجس. في البداية، أخفق بورجس في دخول محاكم القانون في ستراند، ولو كان نجح، كان من شأنه أن يُعطي لندن قرقشونة الخاصة بها، وهي الخطط التي وصفها الكتاب المعماريون ديكسون وموثيسيوس بأنها «إعادة خلق عالم الحلم في القرن الثالث عشر [مع] أفق من الإبداع الكبير». وفي عام 1859، قدم تصميم مُستوحى من الطراز الفرنسي لكاتدرائية سان جون ببريزبان في أستراليا إلا أنه قد تم رفضه. وقدم أيضًا تصاميم لكاتدرائية كولمبو بسيلان وكاتدرائية القديس فرنسيس كزافييه في أديلايد دون تحقيق أي نجاح. وبعد كل هذا العناء، فقد تمكن في عام 1855 من الحصول على عمل في لجنه لإعمار جزء من كاتدرائية سالزبوري.
كان هنري كلوتون هو المهندس المعماري الرئيسي هناك، ولكن بورجس ساهم كمُساعد في إعادة إحياء فن النحت والمُخطط الزخرفي العام؛ فُقد الكثير منها في أعمال الترميم في عقد الستينيات. منذ عام 1858 فصاعدًا، كان عمل بورجس أكثر عمقًا حيث شارك في إعادة تشكيل منزل جايهورست في باكينجهامشاير لصالح روبرت كارينجتون، بارون كارينجتون الثاني. وقد ألحقت الغرف ببعض المواقد الكبيرة التي نحتها مُعاون بورجس لفترة طويلة، توماس نيكولاس؛ وبشكل خاص، تصميمات تلك الغرف التي اشتملت على زخارف من الفردوس المفقود والفردوس المُستعاد. كما صمم كما صمم مرحاض دائري للخدم الذكور، والذي وصفه جيرمي كوبر بأنه يعلوه سيربيروس، في كل واحدة من رؤوسه الثلاثة أعين مُحتقنة بالدماء.

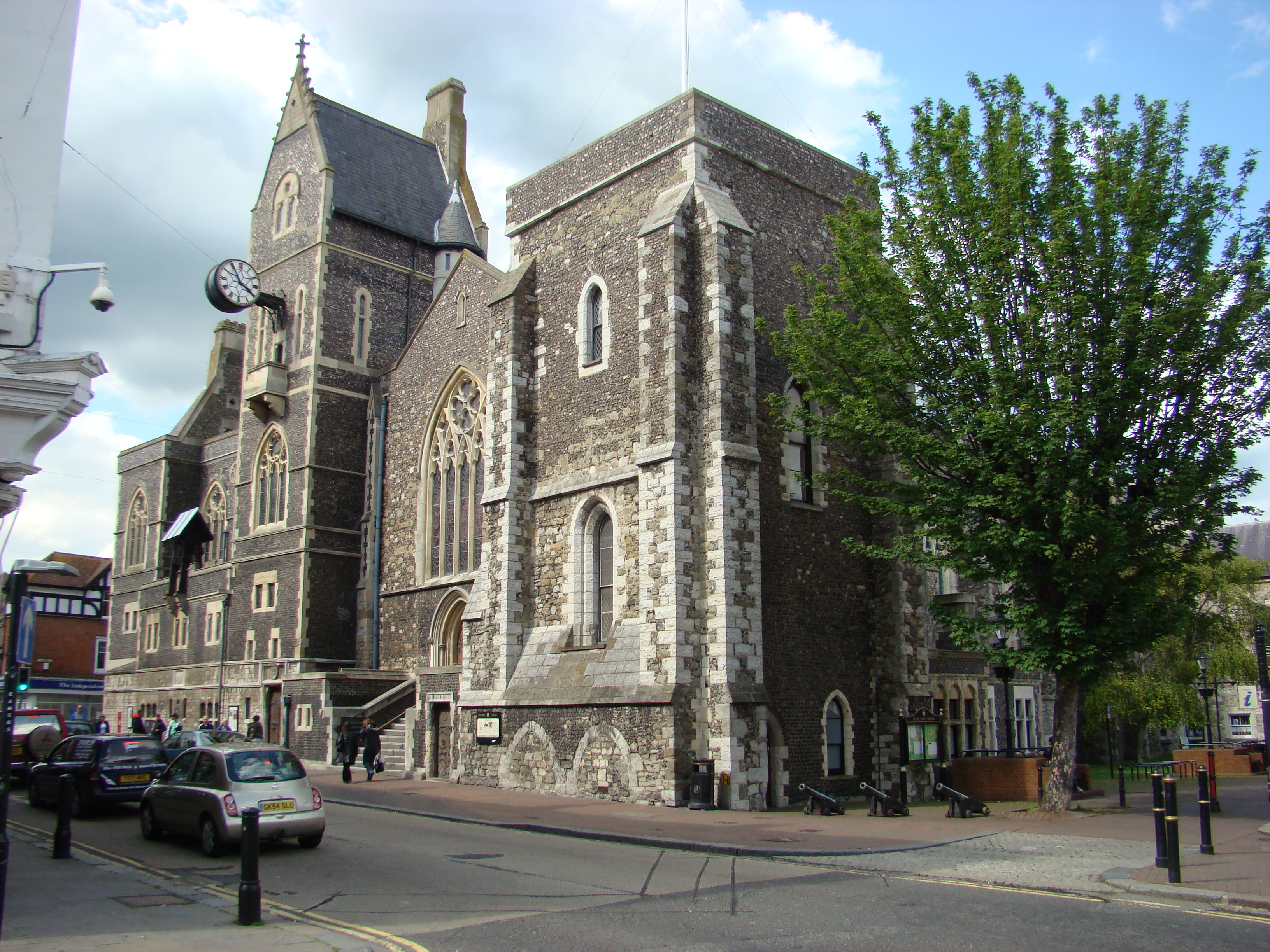
ميزون ديو دوفر.

بدأ بورجس العمل مع أمبروس بوينتر في ميزون ديو دوفر، الذي اكتمل بناؤه عام 1861. ويُمكن رؤية مُحاكته النمط الأصلي في العصور الوسطى في تجديده رسوم الحيوانات وأسطول الأسلحة ودمجها في تصاميمه الجديدة. وفي وقت لاحق، صمم بورجس قاعة المجلس، وسجلها في عام 1867، وفي عام 1881، بدأ العمل بقاعة كونوت في دوفر ومُلتقى الاجتماعات ثم قاعة الاحتفالات. احتوى المبنى الجديد على غرف للاجتماعات وللجنة العمومية وأيضًا لمسؤول المكاتب، وعلى الرغم من أن بورجس صمم أغلب تلك المشاريع إلا أنه لم يتم إكمال بنائها إلا بعد وفاته من قبل شريكيه بولان وشابل. فيما بين 1859-60، تولى بورجس ترميم دير والتم، حيث عمل مع ابن بوينتر، إدوارد بوينتر، ومع كل هارلاند وفيشر، مُصممي الأثاث. كلف إدوارد بورن جونز بصنع ثلاثة نوافذ من الزجاج المُلون يُرى من خلالها نهاية الشرق عند شجرة يسى. وأظهر الدير مهارات بورجس الحقيقية كمُرمم «ببناء معماري يعكس الشفافية التي تنتمي لها عمارة العصور الوسطى». وكتب مورداونت كروك عن تصميمات بورجس بأنها تُلبي أغلب سمات العصور الوسطى.
كُلفه سكرتير رئيس مجلس العموم البريطاني شارلز إدوارد ليفروي في عامي 1861-62، ببناء أسطول من كنائس القديسين بفليت، كنصب تذكاري لزوجة ليفوري، وهي أخت المُهندس جيمس والكر، الذي أنشأ الشركة البحرية الهندسية لوالكر وبورجس، وهي العلاقة التي كانت مع ألفريد، والد بورجس، التي أتيت ببورجس إلى اللجنة. وقال نيكولاس بيفسنر أن بناء فليت هذا ليس له شكل أو معلم واضح لمبانٍ واضحة باستثناء واحد بين جميع كنائس القديسين. كانت الكنيسة من الطوب الأحمر، وتبعًا لرؤية بيفسنر، فأنها كانت تحتاج عند رؤيتها إلى تحكم تام في النفس. فمن الداخل، تتميز ديكوراتها بالبساطة التامة، ولكن يقف عائقًا ضخامة المنحوتات، ولا سيما القوس وقبر ليفوري أدناه. ووصف كروك أن بورجس لم يكن متمسكًا، وبشكل كبير، بالقوطية، إلا أنه كان مجرد تشبث بسيط.

## كاتدرائية سانت فين باري في كورك

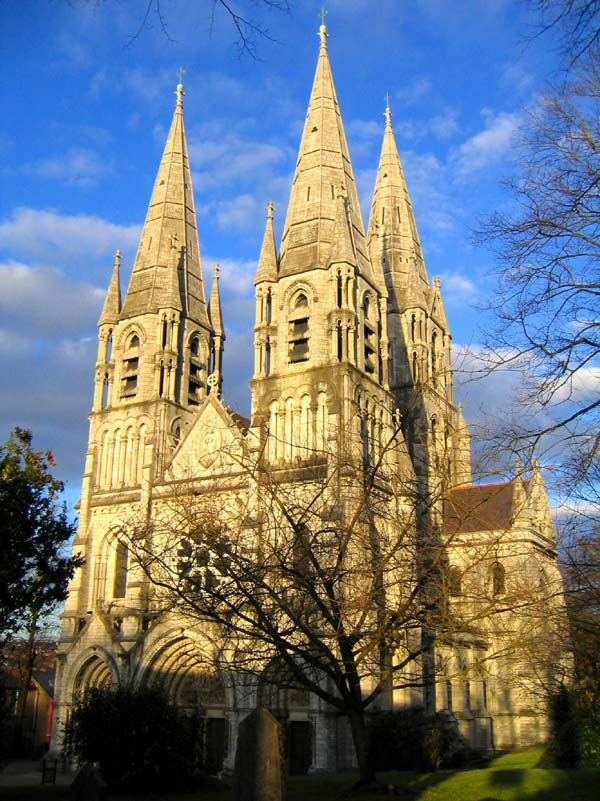
كاتدرائية سانت فين باري في كورك، أول أعمال بورجس البارزة.

على الرغم من النكسات المُنافسة في بادئ الأمر، إلا أن بورجس ظل مصرًا على اعتقاده بأن العمارة القوطية الفرنسية كانت تُزوده بالإجابات حول أزمة الطراز المعماري، الذي عانت منه إنجلترا في منتصف العهد الفيكتوري، قائلًا: «لقد ترسخ لديّ اعتقاد أنني ترعرعت في القرن الثالث عشر وسأظل متمسكًا به حتى الموت»، وفي عام 1863، أي في سن الخامسة والثلاثين، استطاع أن يحصل على وظيفته الأولى في اللجنة الرئيسية لكاتدرائية القديس فين سانت باري، حيث عبر في يومياته عن سعادته بالحصول عليها.
كانت نتائج مسابقة القديس فين غير مُرضية للكنيسة القائمة في عام 1735، والتي وصفها  دوبلين بيلدر بأنها اعتذار رث للكاتدرائية التي عانت منذ فترة طويلة في كورك. وعُدت أول كاتدرائية جديدة يتم بناؤها في الجزر البريطانية منذ كاتدرائية القديس بولس. لقد كانت الميزانية المُقترحة ضئيلة جدًا، والتي قُدرت بـ 15,000 جنيه إسترليني، ولكن بورجس تجاهل هذا الأمر بإنتاجه التصميم الذي اعترف فيما بعد بأنه أكثر من ضعف الميزانية. وعلى الرغم من حاجته البالغة للجوء إلى أحد الزملاء المُنافسين لكى يربح إلا أنه أعتقد أن التكلفة النهائية قد تتجاوز 100,000 جنيه إسترليني.
كان بورجس، الذي كان يعمل في إيرلندا في كنائس القديس بطرس بكاريجروهين والثالوث المُقدس تمبلبريدي وفرانكفيلد ودوجلاس بمقاطعة كورك، قد استمتع كثيرًا بالدعم المحلي القوي، بما في ذلك دعم الأسقف جون جريج. إضافة إلى ذلك، لاحظ بورجس في دليل إيرلندا الجمع بين حبه لملامح القرون الوسطى مع وضوح عرض الثراء البروتستانتي، والذي كان عاملًا هامًا في الوقت الذي قررت فيه الكنيسة الإنجيلية في إيرلندا السعي لتأكيد غلبته.
ومن الخارج، قام بورجس بإعادة استخدام بعض من حيله القديمة غير المُنفذة في التصميم العام لكنيسة القرم التذكارية وكاتدرائية سان جون ببريزبان وكاتدرائية ليل. كانت المشكلة الرئيسية في حجم البناء. وذلك، على الرغم من المجهود الاستثنائي في جمع التبرعات، وعلى الرغم من تجاوز بورجس الميزانية الأصلية، فإن كروك لم يكن بمقدورها حقًا بناء هذه الكاتدرائية الضحمة. وعبر بورجس تلك العقبة باستخدام عبقريته في الأبراج الثلاثة الخارجية، وذلك لتعويض أقل الخسائر المُتبقية من البناء.
على الرغم من أن تواضع حجم الكاتدرائية إلا أنها كانت غنية بالزخارف. وكما كانت عادته في الذهاب إلى مكتبه بشارع باكنغهام مع العديد من الزيارات الميدانية، أشرف بورجس على جميع جوانب التصميم، بما في ذلك النحت والزجاج المُلون والأثاث، وبدا ذلك جليًا في ارتفاع مستوى مشاركته الشخصي وفرضه 10% بدلًا من 5% المُعتادة. ورسم تصاميم لكل واحد من 1260 تمثالًا التي تزين الجبهة الغربية وتزين المبنى من الداخل والخارج. ورسم الرسوم الكرتونية لمعظم نوافذ الزجاج المُلون البالغ عددها 74 نافذة. كما صمم رصيف الفسيفساء والمذبح والمنبر وعرش الأسقف. وارتأى كل من لورانس وويسلون أن النتيجة بلا شك تعكس عظمة عمل بورجس في العمارة الكنسية،مع تصميمات داخلية هائلة. ومن خلال قدرته وقيادته الفنية الدقيقة لفريقه، فإن التكاليف الإجمالية للعمل الفني قد تجاوزت إلى حد كبير الميزانية المُحددة له، والتي تُقدر بقيمة 15,000 جنيه إسترليني، أنتج بورجس بناءً كان حجمه أقل بكثير من كنيسة الرعية الضخمة؛ ولكن في انطباع دراسات ويلسون ولورانس، فإن الكاتدرائية صارت مثل المدينة التي يُمكن للأجيال القادمة أن ترتادها وتعتبرها نصبًا تذكاريًا للثناء الإلهي.

## الفريق المعماري

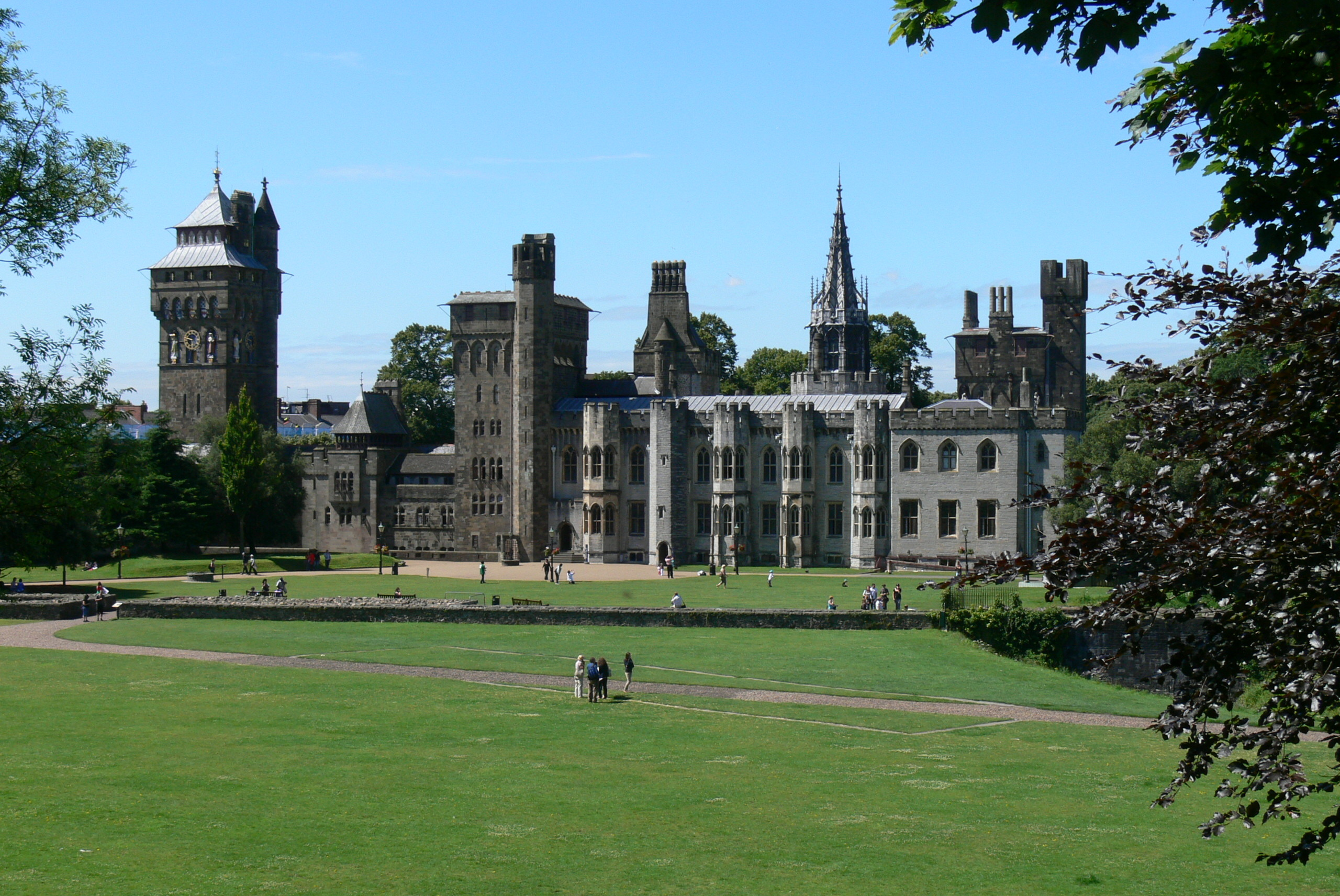
قلعة كارديف التي عمل عليها العديد من أعضاء فريق بورجس المعماري.

ظل بورجس شديد الولاء إلى فريق مساعديه وشركائه طيلة حياته. فكان جون ستارلينج تشابل، وبرغم صغر سنه، كان مديرًا للمكتب وقد تدرب على يد بورجس في عام 1859. وكان تشابل مصمم أغلب قطع الأثاث لكنيسة كوتش، والتي اكتملت وتم ترميمها بعد وفاة بورجس. وتلا ويليام فريم تشابل، الذي عمل بمثابة كاتب الأعمال. كان هوراشيو والتر لونسديل الفنان الرئيسي عند بورجس، حيث ساهم بجداريات لكلا من قلاع كوتش وكارديف. كان توماس نيكولاس هو النحات الرئيسي، الذي بدأ مع بورجس في كورك، واستكمل نحت مئات الشخصيات لكاتدرائية سانت فين باري، وعمل معه على اثنين من الكنائس الكبرى في يوركشاير، ونفذ كل النحت الأصلي لجدار الحيوان في كارديف. وانضم ويليام جودلبرت سوندرز إلى فريق شارع باكنغهام في عام 1865، وعمل مع بورجس على تطوير تصميم وتقنيات صناعة الزجاج المُلون، وإنتاج الكثير من الزجاج الجيد من أجل كاتدرائية سانت فين باري. كما كان سيكاردو إيجيديو فوكينا، متعاونًا آخرًا ولوقت طويل، حيث قام بنحت مادونا والطفل فوق الجسر المتحرك بقلعة كوتش، وتمثال القديس جون فوق رف الموقد بغرفة نوم اللورد بيوت بقلعة كارديف، وتمثال مادونا البرونزي في حديقة السطح. وأخيرًا، كان هناك أكسيل هيج، المصور السويدي، الذي بدأ بتجهيز الكثير من منظورات الألوان المائية، التي أقحمها بورجس مع عملائه. وقال عنهم كروك: «بأنهم فريق من الرجال الموهوبين، مُجسدين في صورة مُعلمهم، حيث الفن المعماري والعصور الوسطى لرجل كرس حياته، قبل كل شيء، للفن وبعيدًا عن الربح».

## شراكته مع ماركيز بيوت
| |  |  |
| على اليسار لوحة لبورجس تعود لعام 1875 بيد إدوارد بوينتر، وعلى اليمين لوحة جون باتريك كريشتون ستيوارت لماركيز بيوت الثالث. |  |  |

في 1865، التقى بورجس جون باتريك كريشتون ستيوارت، ماركيز بيوت الثالث. قد يكون هذا نتيجة لشركة ألفريد بورجس الهندسية، وحصول كل من ووكر وبورجس وكوبر على أعمال في إيست بيوت دوكس في كارديف في عهد الماركيز الثاني. وأصبح بورجس الراعي الأعظم لفن المعمار في عهد الماركيز الثالث؛ باعتبارهم كانوا على قدر المسئولية في ذلك العصر، حيث رسخ والده بداخله ما تعنيه المساعي الصناعية، التي قادته إلى إنجازاته المعمارية، جنبًا إلى جنب مع التخلي عن شرور الصناعة من خلال إعادة إحياء والعيش في فنون العصور الوسطى.
من أهم عوامل نجاح ماركيز بيوت أنه أمد الدخل القومي بـ 300,000 إسترليني في خلال عام واحد، وبمرور الوقت التقى بورجس، ووُصف بأنه أغنى رجل في بريطانيا،, إن لم يكن في العالم. لقد كان لثروة بيوت أهمية كبرى في نجاح هذه الشراكة، كما كتب بورجس نفسه: «الفن الجيد نادر الوجود ولا يُمكن أبدًا أن يكون رخيص الثمن». ولكن، وباعتباره باحثًا وعالم آثار وشخصًا مُتحمسًا للعصور الوسطى، جلب بيوت أكثر من المال لهذه العلاقة وآلت موارده ومصالحه المُتحالفة مع عبقرية بورجس لابتكار ما وصفته ماكليس بأنه إنجازًا كبيرًا لا ينس في بيوت.
ومع ذلك، فإن العلاقة بينهما ظلت قائمة طيلة حياة بورجس وأدت إلى إنتاج أعظم أعماله. كان وجود بورجس في حياة الماركيز وزوجته بمثابة الروح الواحدة المُلهمة. ويعتبر الكاتب المعماري مايكل هول أن إعادة بناء بورجس لقلعة كارديف وإعادة الإعمار الكامل لخراب كقلعة كوتش، شمال المدينة، بمثابة أعلى إنجازاته. ويزعم كروك عن تلك الأبنية أن بورجس فر إلى عالم الخيال المعماري، كما يصف هول بأنها من أروع الأعمال التي تنتمي إلى النهضة القوطية على الإطلاق.

### قلعة كارديف

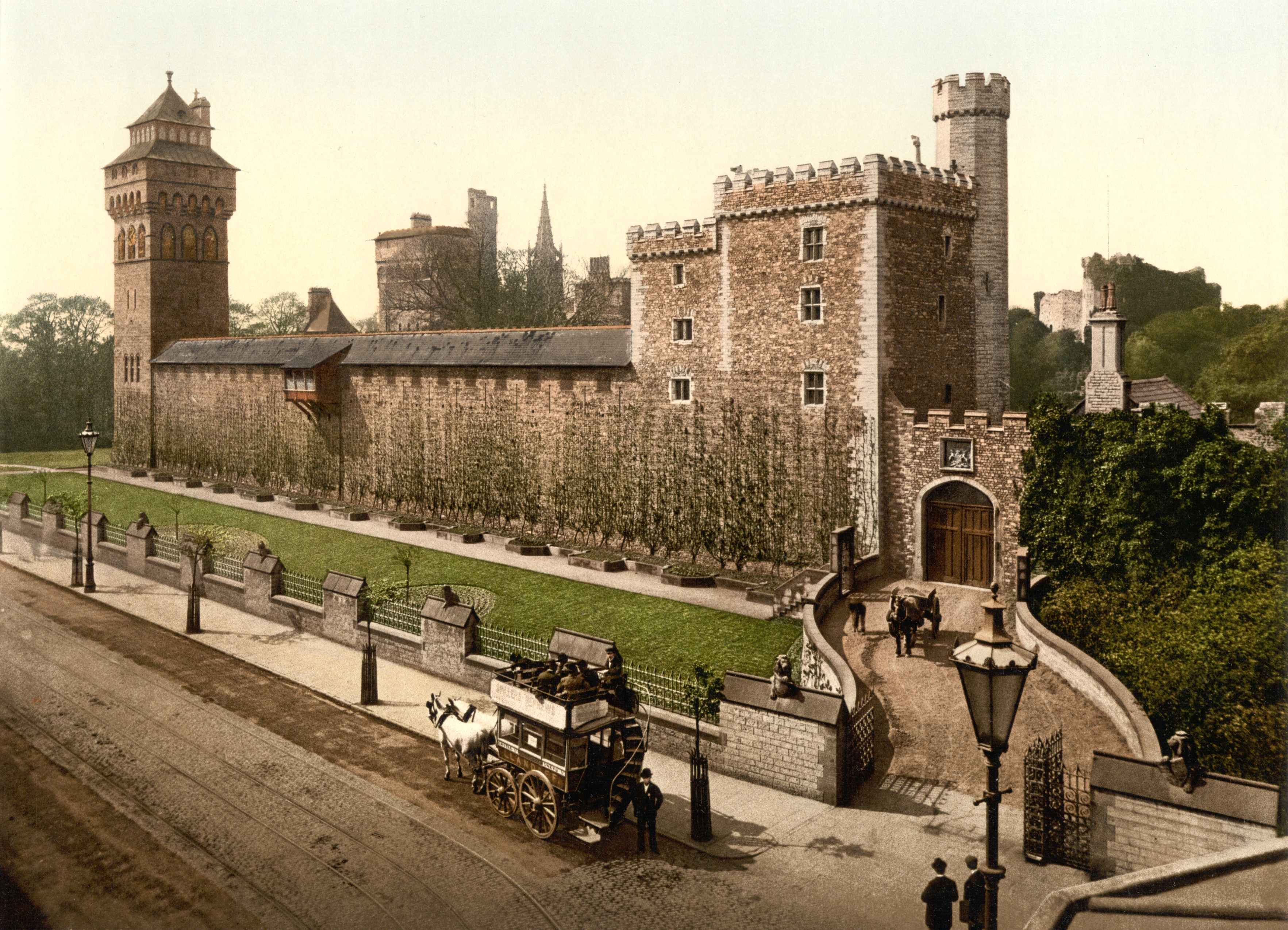
قلعة كارديف في عقد الثمانينيات.

في أوائل القرن التاسع عشر، تم توسيع قلعة نورمان الأصلية وإعادة هيكلتها من قبل هنري هولاند للماركيز الأول لبيوت، جون ستيوارت، الجد الأكبر للماركيز الثالث. سيطر الماركيز الثاني على القلعة أثناء زياراته لممتلكاته الواسعة في جلامورجان، في الفترة التي طور بها كارديف الحديثة وأنشأ كارديف دوكس كمنفذ للفحم والصلب من وديان ساوث ويلز، إلا أنه لم يفعل شيئًا يذكر للقلعة ذاتها، بعد إكمال عمل الماركيز الأول. استخف الماركيز الثالثة بجهود هولاند، ووصف القلعة بأنها «ضحية البربرية منذ عصر النهضة»، وشارك بورجس في عصره في إعادة البناء على مقياس فاغنر. وشارك كل فريق بورجس المُعتاد تقريبًا، بما فيهم تشابل وفريم ولونسديل، حيث قاموا بتشييد مبنى يصفه المُؤرخ المعماري جون نيومان في جلامورجان: «بأن مبانٍ ويلز هي الأكثر نجاحًا من بين كل القلاع الخيالية في القرن التاسع عشر».
بدأ العمل في عام 1868 مع برج الساعة على ارتفاع 150 قدم، في غابة ديان أكلار. تشكل البرج من جناحًا به غرف للتعلم، وقد ظل الماركيز أعزبًا حتى عام 1872. ويتألف من غرفة نوم وغرفة للخدم وغرفة صيفية وأخرى شتوية للتدخين. أما عن الهيئة الخارجية، فقد أعُيد العمل بتصميم بورجس رغم عدم نجاحه في مسابقة محاكم القانون. بينما تشكل داخليًا من غرف فاخرة مُزخرفة بطلاء ذهبي مع منحوتات ورسوم نمطية الشكل، حيث صورت الفصول والأساطير والخرافات. وفي كتابه تاريخ النهضة القوطية، كتب تشارلز لوك إيستليك، وأثناء بناء البرج آنذاك، أن لبورجس موهبة خاصة وحس مُرهف. مثلت الغرفة الصيفية للمدخنين حافة البرج وقمة الحرفية والتتويج، فكانت ترتفع طابقين إلى الأعلى وتحتوي على شرفة داخلية، وتطل على كارديف دوكس عبر منافذ زجاجية غير منقطعة، والذي كان واحدًا من مصادر ثروة بيوت، وقناة بريستول، والتلال الويلزية والوديان. بينما رُسمت بالأرضية خريطة العالم بفسيفساء ونحت توماس نيكولس.
كما تم تطوير القلعة، تواصل العمل مع إكمال تعديلات المجموعة الجورجية لهولاند، بما في ذلك برج بيوت وبرجي العصور الوسطى هربرت وبوشامب، مع بناء البرج الخاص بالضيوف والبرج المُثمن. ووُضع في الخطة أن تتبع القلعة، على نطاق واسع، ترتيب المعايير الفيكتورية. يتكون برج اللورد بيوت من غرفة نوم نهايتها على الجانب الآخر حديقة السقف بمنحوتة مادونا لفوسيجنا. وتشتمل غرفة نوم بيوت على الكثير من الأيقونات الدينية والسقف المعكوس. ويتكرر اسم الماركيز جون (باللاتينية: ΙΩΑИΣ) على امتداد حزم السقف. ويأتي البرج المُثمن أوكتاجون، الذي يشتمل على المُصلى، في البقعة التي توفى بها والد بيوت، وغرفة تشوسر، التي ذكرها مارك جيروارد بأنها «مثال رائع على عبقرية بورجس في بناء الأسطح». فيما يحتوي برج الضيوف على موقع المطبخ الأصلي في قاعدته وما فوقها والحضانة، وقد زُينت مع بلاط صوّر خرافات إيسوب وشخصيات من أغاني الأطفال.

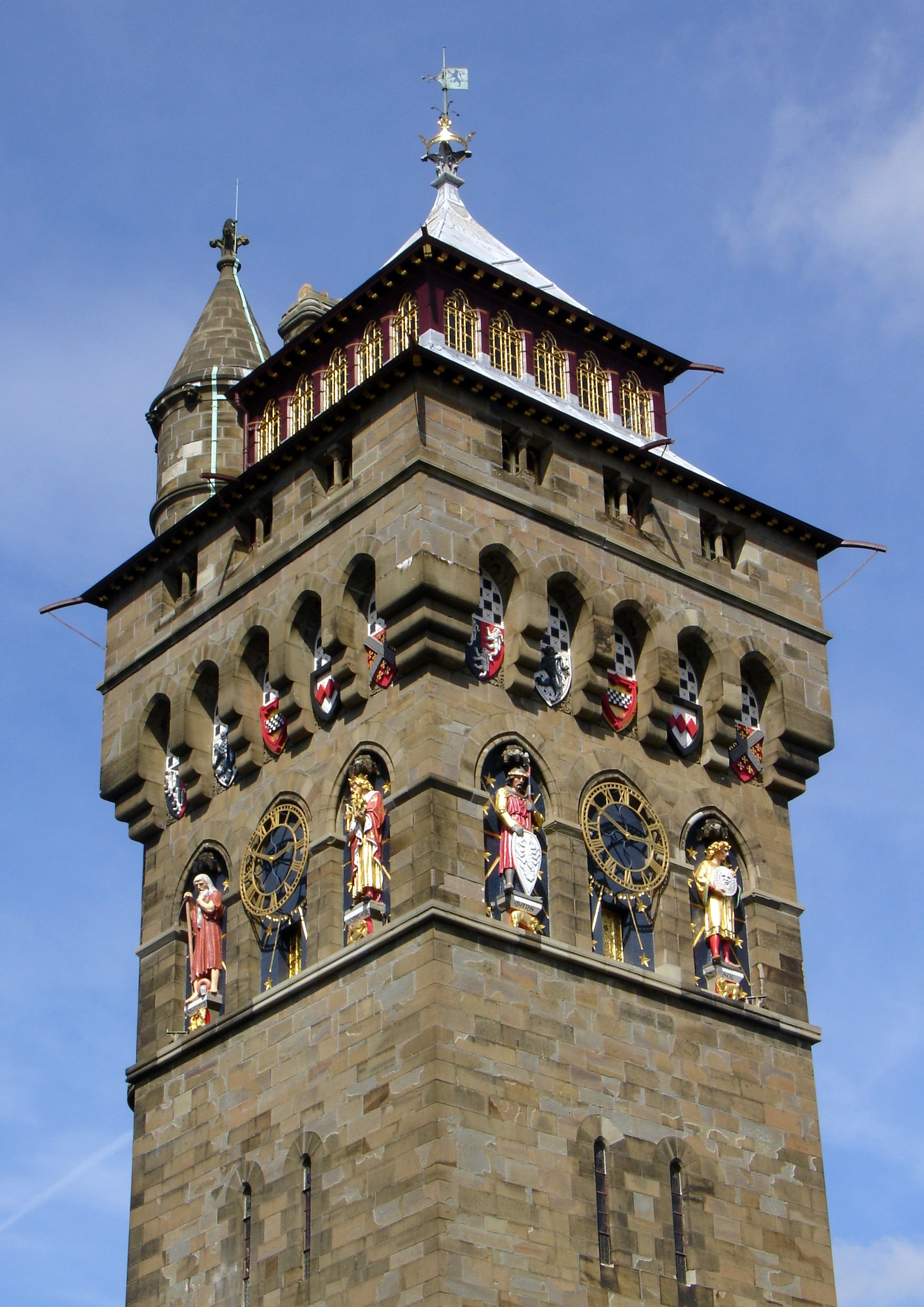
برج الساعة في قلعة كارديف.

يضم المبنى الرئيسي من القلعة قاعة الولائم مُكونة من طابقين ومُلحقة بمكتبة أدناها. وكلاهما كان ضخم البناء، فقد كان تنسيقهما لائقًا لقاعة الاستقبال، حيث يتمكن الماركيزالوفاء بواجباته المدنية. وتلك الأخيرة قد جعل جزءًا منها لتوسيع مكتبته. وتشتمل كلاهما على منحوتات ومواقد، والتي تُصور القلعة بأكملها في عهد روبرت، دوق نورماندي، الذي سُجن هناك منذ عام 1126 وحتى عام 1134. ويحتوي الموقد، الذي وُجد في المكتبة، على خمسة علامات، أربعة منهم تمثل الحروف الهجائية اليونانية والمصرية والعبرية والآشورية، في حين أن الخامس يقال إنه يمثل بيوت كراهب كلتي. تُشير الحروف، بشكل لغوي ملحوظ، إلى الغرض من بناء الغرف وإلى الماركيز. كانت زخرفة تلك الغرف أقل نجاحًا من نظيرتها الصغرى، ؛ والكثير منها قد تم إتمامه بعد وفاة بورجس، وقد عُد جيرورد أن الجداري والنحات لونسديل كان مطلوبًا لتغطية مجالات أكبر بكثير من مواهبه التي يستحقها.
يشمل الجزء المركزي من القلعة أيضًا الدرج الكبير، الذي صوره أكسيل هيج على شكل لوحة مائية، وكان يُعتقد أن الدرج لم يسبق بناؤه إلا أن الأبحاث الحديثة أظهرت أنه قد شُيد وتم هدمه في ثلاثينيات القرن العشرين، وقد أُشيع، بعد عهد الزوجة الثالثة للماركيز، أنها في إحدى المرات قد تراجعت عن ذلك السطح المُصقول. لم يحط الدرج إشادة عالمية في الصحافة المعاصرة؛ حيث كتبت صحيفة بيلدينج نيوز أن التصميم كان واحدًا من الأبنية الأقل حظًا بين الأعمال التي خرجت من تصميم بورجس... فتناقضات الألوان كانت أكثر ذهولًا من إرضاء المُشاهد. كانت الغرفة العربية في برج هربرت هي آخر غرفة عمل بها بورجس، حيث وقع صريع الفراش في عام 1881. وقد وضع بيوت الأحرف الأولى لبورجس، جنبًا إلى جنب مع بلده والتاريخ، في مدفأة تلك الغرفة كنصب تذكاري. وأنهى شقيق بورجس ريتشارد بوبلويل بولان الغرفة لاحقًا.

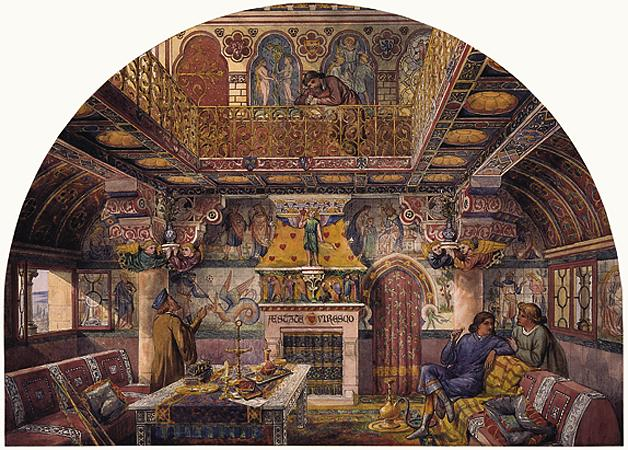
تصميم بورجس لغرفة المدفئة الصيفية بقلعة كارديف.

بعد وفاة بورجس، شهدت العديد من المناطق في القلعة تطورًا كبيرًا على غرار الخطوط التي وضعها ويليام فريم من بين آخرين. وشمل ذلك إعادة بناء واسع لجدران الحصن الروماني الأصلي. واكتملت جدران الحيوانات عام 1920، في عهد الماركيز الرابع، والتي وضعت في الحقيقة بين خندق القلعة والمدينة، وقد احتوت على تسع منحوتات لتوماس نيكولاس مع ست منحوتات إضافية لألكسندر كريك في عقد الثلاثينات. وقد أزيل الجسر السويسري، الذي عبر الخندق إلى حديقة ما قبل الرفائيلية التي يشملها جدار الحيوان، في الثلاثينات. وصمم بورجس الإسطبلات، التي تقع إلى الشمال على حافة بارك بيوت، فيما بين عامي 1868-69.
على الرغم من أنه قد نفذ العديد من الأبنية وجعلها ذات تصميم قوطي رائع كما طلب الرعاة الأثرياء (...) إلا أن أعماله النهائية كانت هي المعالم البارزة للفن القوطي في القرن التاسع عشر. لقد ابتكر غرف الأجنحة في قلعة كارديف، فكانت من بين أروع ما حقق لإحياء القوطية. ويذهب كروك إلى أبعد من ذلك، قائلًا «أن الغرف وصلت في إبداعها إلى ما وراء الهندسة المعمارية لخلق إجازات مُرورية ثلاثية الأبعاد للممالك الخرافية ومناجم الذهب. في قلعة كارديف، نحن ندخل إلى أرض الأحلام». ومنح الماركيز الخامس لبيوت، جون كريشتون ستيوارت القلعة إلى شركة كارديف سيتي عام 1947.

### قلعة كوتش

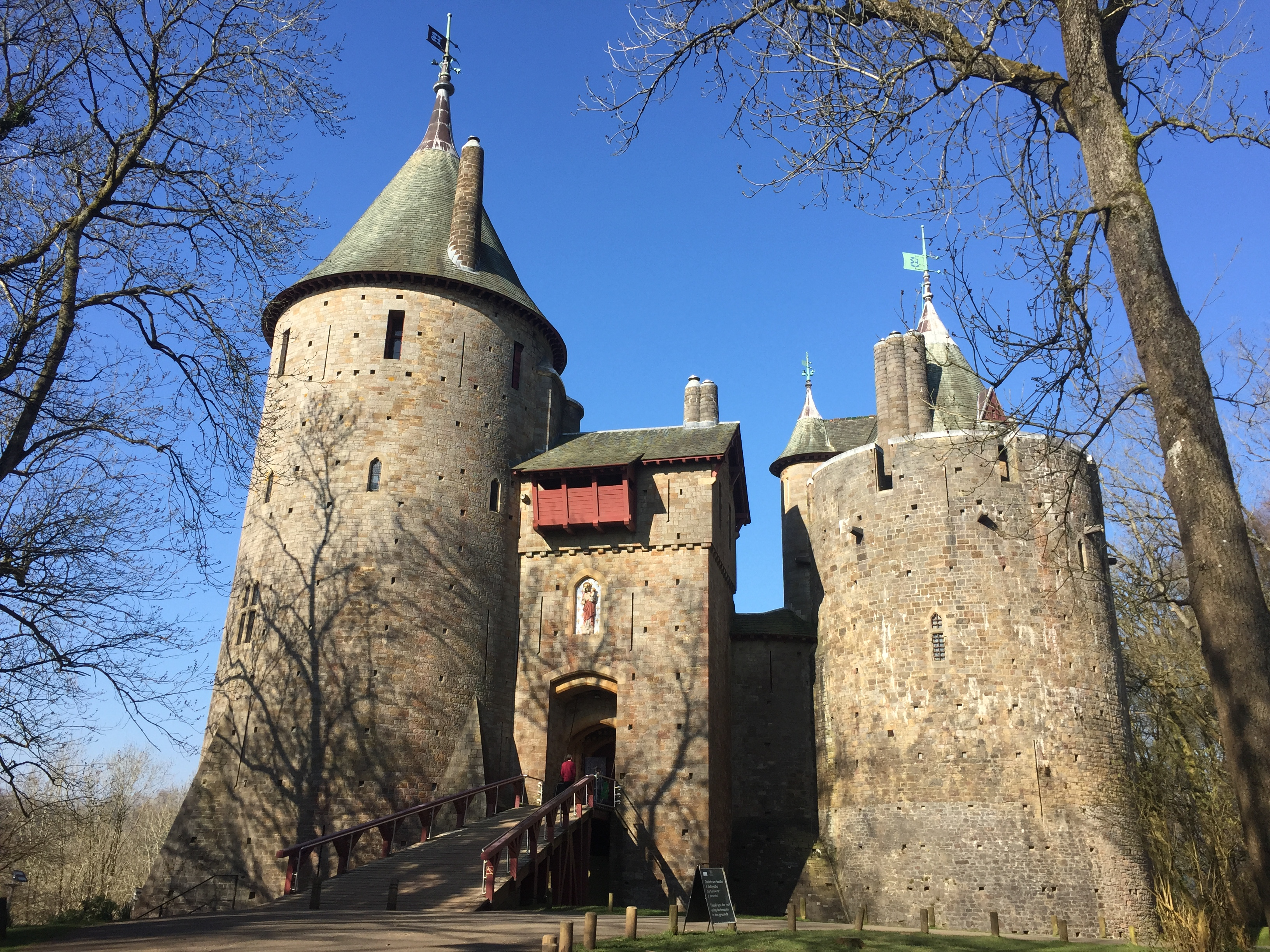
قلعة كوتش.

في عام 1872، وبينما كان العمل مستمرًا في قلعة كارديف، قدم برجس مخططًا لإعادة الإعمار الكامل لقلعة كوتش، وهي حصن في بيوت وإلى شمال كادريف تم تدميره في القرن الثالث عشر. وأرسل بورجس تقريره على عملية إعادة الإعمار المُحتملة في عام 1872، إلا أن البناء قد تم تأجيله حتى عام 1875، ويرجع ذلك نتيجة لضغط الأعمال في قلعة كارديف من ناحية، ومن ناحية أخرى، وجود مخاوف، لا أساس لها من الصحة، من أمناء الماركيز من مواجهة الإفلاس. تتكون الواجهة الخارجية من ثلاثة أبراج، والتي وصفها نيومان بأنها «متساوية تقريبًا مع بعضها البعض في القطر»، إلا أنها في الحقيقة تختلف في الارتفاع. كانت جهة الإلهام الرئيسية لبورجس هي أعمال المُهندس الفرنسي المُعاصر له أوجين فيوليت لودوك، والذي قام بأعمال ترميم وبناء مُماثلة بشكل شديد الدقة لنابليون الثالث. وكان عمل فيوليت في شاتو دو كوسي ومتحف اللوفر ولاسيما عمله في شاتو دو بيرفوندس، الذي ماثل نظيره في كوتش. وقد اتضح هذا التأثير في تصميمات بورجس حيث كانت رسومات أسطح الغرف على شكل مُثمن، ومُقبب الضلع كغرفة الملكة في بيرفوندس. وكان قلعة تشيلون هو أحد المصادر الأخرى المُلهمة لبورجس، حيث استمد منها المخروطية في أسقف البرج.
تضررت قلعة كوتش، وبشدة، خلال فترة التمرد الويلزية في أوائل القرن الرابع عشر، حيث سقطت القلعة في حالة من الإهمال، وفي عهد تيودور، وقد وصفها مُختص الأثريات جون ليلاند «بأنها قد وقعت بالكامل أسيرة الخراب وهي ليست ضخمة ولكنها مُرتفعة». وهناك مجموعة من الرسومات لإعادة البناء المُخطط لها، أرفقها بورجس بكامل هيئتها المعمارية مع التبرير. وتتميز عملية إعادة إعمار القلعة بثلاثة أسطح مخروطية على الأبراج، والتي كانت تُحيط بها شكوك تاريخية. ووفقًا لما ذكره كروك، «فإن بورجس دعم تلك الأسطح بمجموعة كبيرة من النماذج مشكوك في أمرها؛ والحقيقة أنه أراد ذلك لأجل تأثيراته المعمارية».
تتكون أبراج كيب وويل والمطبخ من سلسلة من الشقق، حيث تقع غرفة قائد القلعة ضمن نطاق برج كيب. لقد بدأوا العمل بهمة ضعيفة، وأُنجزت قاعة الولائم تمامًا عقب وفاة بورجس؛ ووصفها نيومان «بأنها تفتقر إلى التركيز والتدقيق»، فيما اعتبرها كروك «بأنها فقيرة». وتحتوي القاعة على مدخنة هائلة أنشأها على توماس نيكولاس. وتبدو هوية الشكل الرئيسي في الزخرفة غير مُؤكدة؛ حيث ذكر جيروارد أنها تؤول إلى الملك داود، حيث اقترح ماكليس أنها تُشير إلى لوسيوس ملك بريطانيا آنذاك. كانت رسومات الغرفة مُزدوجة الارتفاع مع الديكور الذي وصفه نيومان مُوضحًا «أنها مُتداخلة المواضيع، فهي تُبرز خصوبة الطبيعة ووهن الحياة». يتميز الموقد الحجري لنيكولاس بالمصائر الثلاثة، وهما الغزل والقياس ونهاية الحياة. فيما ارتسمت الجداريات حول الجدران بخرافات إيسوب مع رسومات دقيقة لحيوانات تُحاكي الحركة الجمالية.

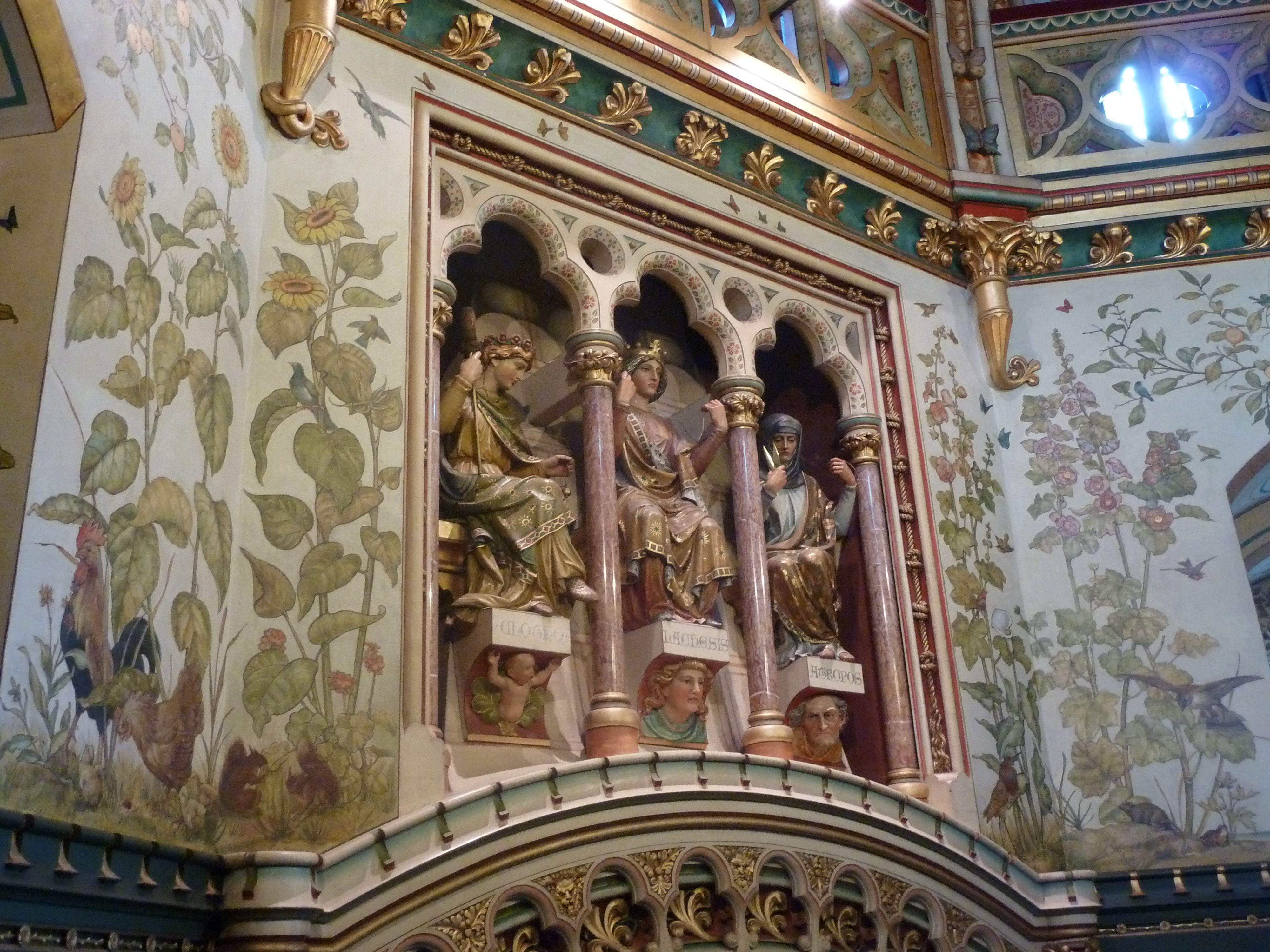
القطع المُدخنة بالثلاثة مصائر في قلعة كوتش.

زُينت الغرفة المُثمنة مع قبوها الضلع الكبير برسومات الفراشات والطيور، على غرار غرف فيوليت لودوك في كوسي وبيرفوندس. تقع غرفة ويندلاس خارج القاعة، والتي سعد بورجس بتجميع كامل أجزائها للحصول على جسر متحرك، جنبًا إلى جنب مع قاعة القتل لطرد النفط المغلي. توفر غرفة نوم الماركيز بعض أدوات الإغاثة قبل تتويج القلعة بغرفة سيدة بيوت. ويعتبر كروك «أن هذه الغرفة تُمثل بورجس وعمله كليًا، فهناك دائرة مُقوسة ومثقوبة من خلال مُزخرف النوافذ، وتعلوها قبة مُزينة بطبقة تريفويل». وموضوع الزخارف هو الحب، حيث رُمز إليه بالقرود والرومان وعش الطيور. واكتمل الديكور بعد فترة طويلة من وفاة بورجس، ولكن كان له الروح التوجيهية. فكتب ويليام فريم إلى توماس نيكولاس في عام 1887، قائلًا: «هل فعل هذا السيد بورجس»؟ لقد احتوى تصميم بورجس الأصلي للقلعة على مصلى لكي يُبنى على سطح برج ويل. إلا أنه لم يتم إنهاءه أبدًا، حيث أُزيلت الرفات في أواخر القرن التاسع عشر.
عقب وفاة بورجس في 1881، استمر العمل على المناطق الداخلية لمدة عشر سنوات أخرى. لم تكن تُستخدم القلعة إلا قليلًا، ولم يأتِ إلها الماركيز أبدًا بعد اكتمالها، وكانت وظيفتها الرئيسية بمثابة منتجع عائلي، على الرغم من أن الماركيزة وابنتها مارجريت كريشتون ستيوارت، كانتا قد شغلتها لفترة ما بعد وفاة الماركيز عام 1900. وفي عام 1950، وضع ماركيز بيوت الخامس، جون كريشتون ستيوارت القلعة تحت تصرف وزارة الأشغال. ويرى ماكليس أنها «واحدة من أعظم انتصارات العصر الفيكتوري في الأبنية المعمارية»، في حين كتب كروك عن بورجس «أنها بمثابة إعادة كومة من الأنقاض لأسطورة قلعة خرافية، والتي يبدو أنها تحققت من هوامش مخطوطات القرون الوسطى».

## آخر أعماله
شكلت لجان بيوت أفضل متون أعمال بورجس منذ ستينيات القرن التاسع عشر وحتى وفاته.

### كلية ورسستر بأكسفورد

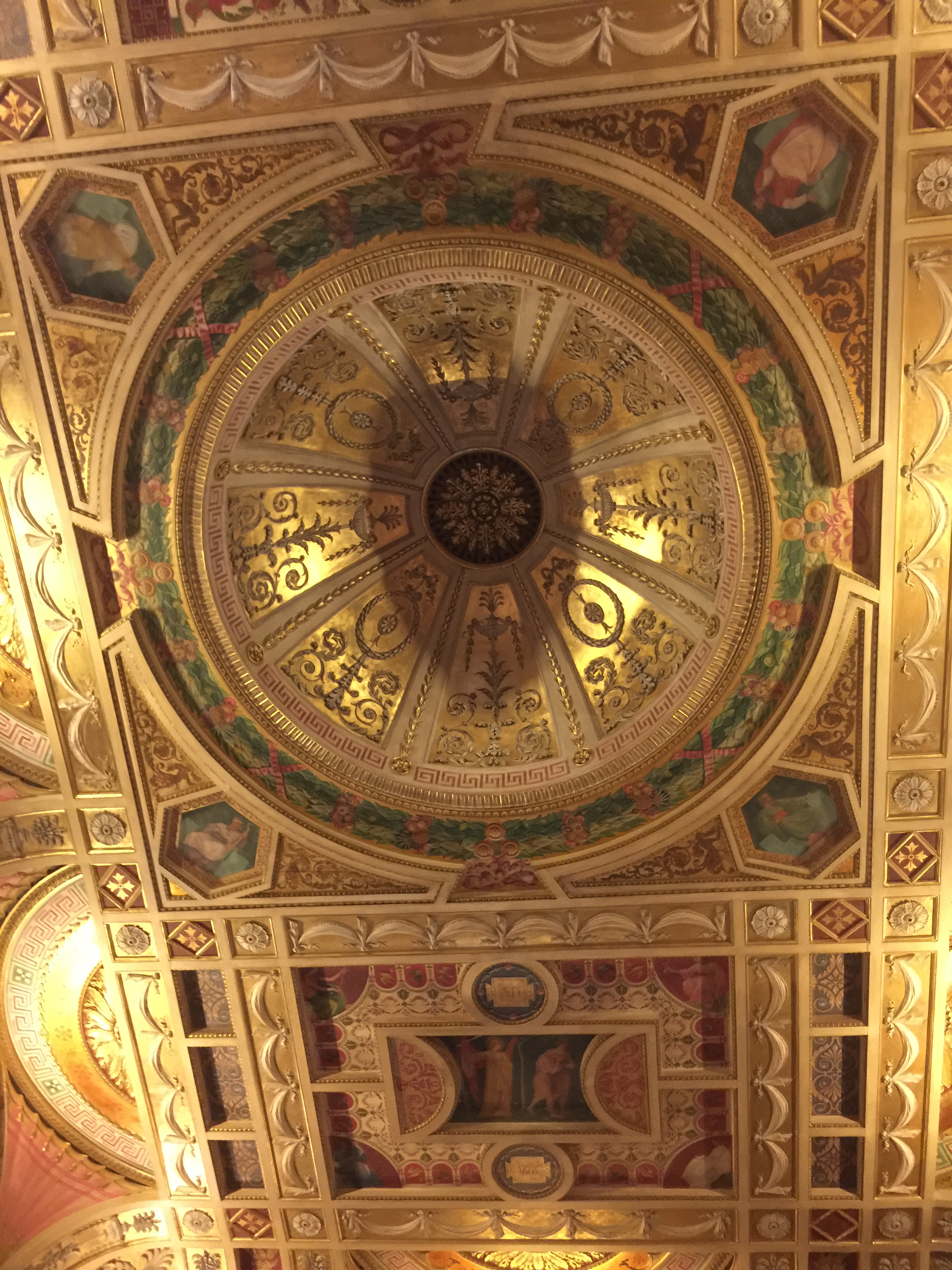
Worcester College, Oxford. Ceiling by William Burges.

شكَّل جيمس ويات التصميمات الداخلية لقاعة وكنيسة كلية ورسستر بأوكسفورد بين عامي 1776 و1890. وفي عام 1864، كلف القس دانيال بورجس بإصلاح تصميمات ويات غير المألوفة للمُصلى؛ ودانيال هو عضو في الغرفة المشتركة العليا للكلية والعميد في المُستقبل القريب، والذي كان يعرف بورجس عندما كانوا زملاءًا في كلية الملك بلندن. كانت خبرة بورجس واسعة النطاق في صناعة التماثيل، قد ظهرت في هيئة البناء الخارجي في تصوير الحيوانات والطيور في نهاية المقصورات، وأذهلت أرضيات لفسيفساء التي وضعها بورجس في الأرضيات مُعاصريه. واستنادًا إلى معرفته النادرة بتقنيات العصور الوسطى مع اهتمامه بأدق التفاصيل، أنشأ بورجس كنيسة صغيرة، والتي وصفها كروك بأنها «فريدة من نوعها تقريبًا بين التصميمات الداخلية الكنسية الفيكتورية العليا». فالأيقونات الرمزية مع التأثير الماسوني على مخطط الديكور يبدو حافلًا بالزخارف الكبيرة، وقد اقترح جيلينخام أن علاقات بورجس بالماسونية تحمل تفسيرًا جزئيًا لتعيينه، مُبرهنًا بذلك على أن انتشار الرموز الماسونية بالكنيسة. وعلى غير العادة، فإن بورجس لم يستعين بأيّ من أفراد فريقه في إعادة تصميم ديكور الكنيسة. فكان الزجاج المُلون ولوحات السقف من أعمال هنرى هوليداي والتماثيل والمنبر والشموع من عمل ويليام جرينسيل نيكول.
تعهد بورجس فيما بين عامي 1873 و1879 بإعادة تصميم ديكورات قاعة الكلية. وقد أثيرت قضية احتياج الأموال لأجل تشييد القاعة من خلال الطعن، حيث أدعى أن اللوحات الخشبية المُزخرفة على الجدران كانت هدايا فردية سواءً دروع أو شارات من الجهات المانحة. وفي بعض الحالات، حيث لا يُوجد شارات أو دروع معروفة، كان يتم استبدال أولئك الأعضاء السابقين، ويقوم بورجس وقتها بعمل مُحاكاة لأغلب رسوماته من الرخام على الخشب. شُغلت النافذة الكبيرة بنهاية القاعة بدورع تكسوها الزهور، فيما أُدرجت المواقد أيضًا على المنصة. وتقريبًا، فُقدت كل أعمال بورجس في القاعة إبان عملية إعادة التطوير التي حدثت في ستينيات القرن العشرين، والتي تم فيها استعادة تصميميات ويات. على الرغم من أنه قد تم نقل الموقد إلى قصر نايتشايز، مع استعادة النافذة الشرقية، فوق الطاولة المُرتفعة، حوالي عام 2009.

### مستودع سكيلبك
كان مستودع سكيلبك في السابق يقع في 46 شارع تايمز بلندن، أما الآن فقد تم هدمه، وشُيد بدلًا منه مستودع دريسالتر علي يد بورجس في عام 1866، وقد عُد أهم ما لديه باعتباره غزوه الوحيد في التصميم الصناعي. وكلف من إخوان سكيلبك بورجس بإعادة تصميم نموذج المُستودع الموجود، وكانت النتيجة مُؤثرة، كما وصفها إيستليك بأنها «واحدة من الأعمال الناجحة، القليلة جدًا، للفترة القوطية لأغراض تجارية». كتب برادلي عن إعادة صياغة بورجس للنموذج باستخدام «التوأم مُدبب الخلجان تحت قوس قوطي واحد وجملون». وكان استخدام الحديد الزهر ثورة في هذا المجال. وتم الجمع بين استخدام المعدات التكنولوجية الحديثة جنبًا إلى جنب مع الأيقونية القوطية، حيث وصف مقالًا لعام 1886 في ذا إكلييولوجيست ذلك «بأن الرافعة العظيمة كانت مدعومة برباط ومُعتمدة على جزء حجري من المنحوتة في تمثال الخادمة الشرقية، ترمز إلى الجير الذي يُجلب منه الكثير من المواد الجافة، وعلى نافذة دائرية في الجملون (أ) كانت السفينة التي تجلب شحنها الثمين». وبلغت التكلفة الإجمالية للعمل 1,413 جنيه إسترليني.

### قصر نايتشايز

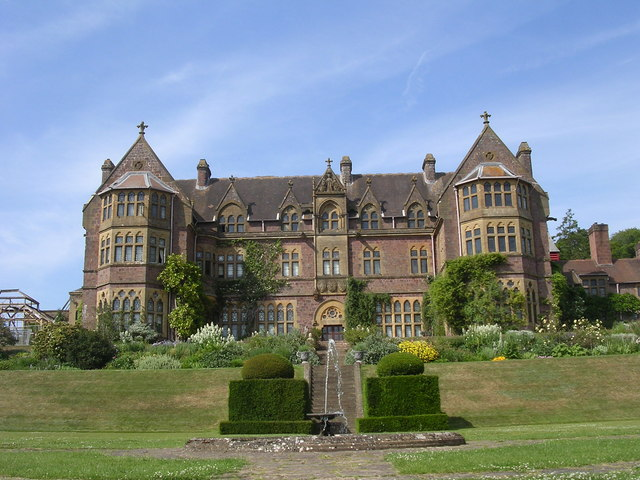
قصر نايتشايز، تيفرتون، ديفون.

حصلت لجنة العلامة التجارية للمنزل الجديد بقصر نايتشايز على موافقة السير جون هيثكوات-أموري في عام 1867 ووُضع حجر الأساس في عام 1869. وبحلول عام 1874، كان المبنى لا يزال غير مُكتمل، بسبب الصعوبات المُستمرة مع هيثكوات-أموري، الذي اعترض على العديد من تصميمات بورجس، سواءً من حيث التكلفة أو الشكل. وعلى الرغم من أن العمل قد بدأ في الداخل، إلا أن العلاقة المُضطربة ببن المهندس المعماري والعميل أدت إلى طرد بورجس في عام 1874، واستبداله بجون ديبلي كريس. ومع ذلك، فإن قصر نايتشايز لا يزال المثال الوحيد لمنازل بورجس الريفية مُتوسطة الحجم، والتي بُنيت على النُسق الفيكتوري. ومنذ زمن بعيد، أتُبعت القوطية الفرنسية بوصفها نمطًا لمُخطط النيوتودر، الذي يستند إلى الكتلة الرئيسية الضخمة مع إبراز إسقاط الجملونات. ولم يُبن الجسر الذي خطط له بورجس أبدًا.
كان من المُفترض أن يكون التصميم الداخلي من عمل بورجس، إلا أنه في الواقع، لم تتبع تصميمه إلا الغرفة المُنفردة. لم يُنفذ بالكامل إلا عدد قليل من إبداعات بورجس الداخلية، فيما تم استبدال أو التعديل على أعماله الأخرى من قبل هيثكوات-أموري وخلفائه. وعلى أية حال، فإن بعض الأعمال الداخلية مثل المكتبة والقاعة المُقببة والغُرفة المُقنطرة ذات الرسوم الحمراء لا تزال قائمة أو تم إعادة نصبها.
منذ انتقال القصر إلى الصندوق الاستئماني الوطني في عام 1972، فإن الأعمال الرائدة قد اقتصرت على الترميم وإعادة الإنشاء، فيما عُرض عدد من قطع الأثاث لبورجس، وكان مُعظمهم لم يُخصص للقصر. وكان من بينهم خزانة المكتب من شارع باكنغهام وقطعة من مدخنة قاعة كلية ورسستر بأكسفورد، فيما أُزيلت بعض تصميمات بورجس في عقد الستينيات، على الرغم من أن عملية إعادة تزيين مُصلى الكلية لا يزال قائمًا. فكان الهدف من ذلك هو إعادة أعمال بورجس وكريس قدر المستطاع.

### منزل الحديقة

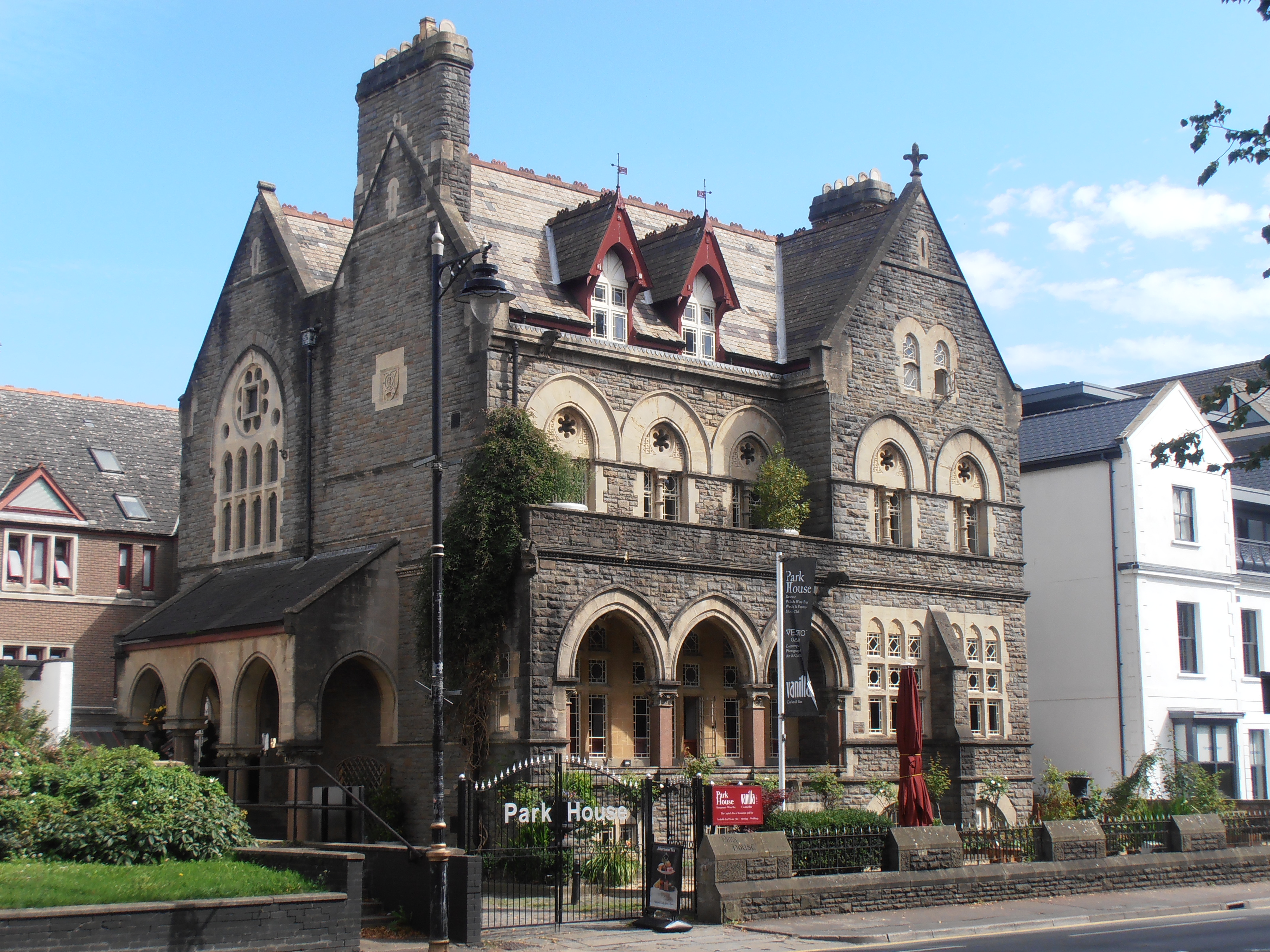
منزل الحديقة بكارديف.

بنى بورجس منزل الحديقة بكارديف لأجل مهندس لورد بيوت، جيمس ماكونوشي، بين أعوام 1871 و1875. عُد المنزل بمثابة ثورة في مجال العمارة المنزلية مع أسقفه الحادة وتركيبة جدرانه المُحكمة. كان له بالغ الأثر في المدينة وما حولها. يُمكن مُلاحظة تأثير المبنى في بعض الضواحي الداخلية لمدينة كارديف حيث كانت تقليدًا لمنزل الحديقة ويمكن إيجاد ما يُميزها في بعض الأحيان. ووصفها قسم البيئة التاريخي لحكومة ويلز كادو بأنها «ربما عُد المنزل الأكثر أهمية في مدينة ويلز خلال القرن التاسع عشر»، وانعكس هذا الموقف في مكانته باعتباره بناء مُدرج في الصفوف الأولى لقائمة العقارات.
يُمثل نمط المنزل القوطية الفرنسية المُبكرة، مع المُثلث والمُستطيل في الواجهة، على الرغم من أنه من دون البرج المخروطي، كان بورجس يعتبر كليهما مُناسبين سواءً منزله الخاص، حيث منزل البرج، وكنيسة كوتش. واستخدم بورجس مُختلف أنواع الحجارة في منزل الحديقة، مثل الحجر الرملي للجدران وحجر الحمام حول النوافذ، وفي المدخل والقاعدة الحجرية أعمدة الجرانيت الوردي من أبردينشاير. وتتكون الواجهة الخارجية أربعة جملونات، فيما تُخفي نوافذ الجملون الأخير الذي وصفه نيومان «بأنه يُمثل الخصوصية الرئيسية بالداخل. وعند الدخول، يظهر على الفور الجانب السُفلي من الدرج، ويجب الالتفاف حوله للوصول إلى بقية المنزل». ولم يتم تكرار هذا الترتيب في منزل البرج، والذي يُعد نُسخة مُتناقضة مع إضافة البرج المخروطي. كانت التجهيزات الداخلية ذات جودة عالية، بما في ذلك الدرج الماهوجني الضخم والمدخنات الرخامية. تحتوي كل من غرفة الرسم وغرفة الطعام على سقوف ذات عوارض خشبية. وقد بُني كله بالصلابة التي كانت مُرهونة باستخدام ماركيز بيوت القوي العاملة الخاصة به من كارديف دوكس.

### كاتدرائية أنصار المسيح والقديسة ماريا والقديس بولس

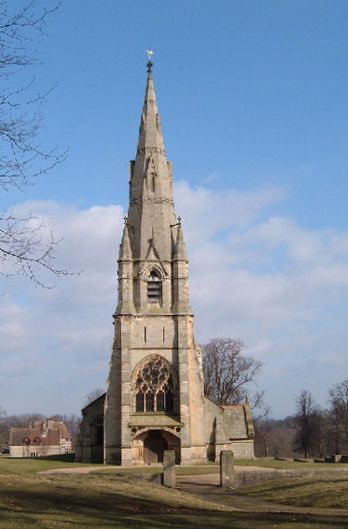
كنيسة سانت ماري ستادلي رويال.

نفذ بورجس اثنتين من أرقى كنائس القوطية في السبعينيات، وهما كنيستا أنصار المسيح بسكيلتون أون-أور والقديسة ماريا بستادلي رويال. كان جورج روبنسون، ماركيز ريبون الأول هو راعيهم، على الرغم من أنه لم يكُن ثريًا مثل نظيره في بيوت، إلا أنه كان مُزامنًا له في القرون الوسطى الرومانسية وصديقًا له في أكسفورد، والتي عُدت فرصة لاختيار بورجس كمهندس معماري. بُنيت كلا الكنيستان ككنائس تذكارية لصهر ريبون، فريدريك جرانثام فينر، الذي قتله قُطاع الطرق اليونانيون عام 1870. وعهدت والدة فينر بإنشاء كنيستي أنصار المسيح ونظيرتها القديسة ماريا. بدأت أعمال بناء كليهما في عام 1870، وانتهت الأولى في عام 1876، والثانية في 1878.

بُنيت كنيسة أنصار المسيح، في قاعة نيوباي في شمال يوركشاير، بالنمط الإنجليزي المُبكر. وقد شُيدت الواجهة الخارجية من حجر كاتريج الرمادي مع حجر موركر للقوالب. فيما يُوجد بالداخل الحجر الجيري الأبيض مع تركيبات غنية بالرخام. تولى العمل أعضاء فريق بورجس المُعتاد، حيث صنع جوالبرت سوندرز الزجاج المُلون من الرسوم الكاريكاتيرية للونسديل، فيما قام نيكولاس بالأعمال النحتية. ووصف ليتش وبيفسنر رسوم الزجاج المُلون بأنها صُممت على نحو ممتاز. ولا سيما وأنها تُمثل خطوة معمارية من النمط الفرنسي المُبكر لبورجس في بداية حياته إلى الإلهام الإنجليزي. ويرى بيفسنر «أنها من الأصالة الحازمة، فهي واحدة من أعظم الأعمال ثراءًا، وحتى ولو كانت  خارقة عن العادة بعض الشيء».
تتميز كنيسة القديسة ماريا، ستادلي رويال بنمط العمارة الإنجليزي المُبكر، وتقع في حدائق ستادلي الملكية بشمال يوركشاير. كما تتميز الواجهة الخارجية في كنيسة أنصار المسيح بالحجر الجيري الرمادي مع طابقين مرتفعين بالبرج الغربي. أما بالداخل، فهي مُذهلة، فقد تجاوزت سكيلتون في الثراء والفخامة، وتعليقًا على ذلك، قال ليتش «إن كل شيء محسوب على النحو الذي يجعله على مرمى البصر». وكان المُخطط المُستخدم سابقًا في غيهورس هو الفردوس المفقود والفردوس المُستعاد. كان الزجاج المُلون الذي صممه سوندرز وشركاه ذي جودة عالية. ووصف بيفسنر كنيسة القديسة ماريا بأنها «حلم المجد الإنجليزي المُبكر»، فيما كتب كروك «على الرغم من أنه يُمكن اعتبار كاتدرائية كروك بأنها أعظم أعمال بورجس القوطية، فإن ستادلي رويال هي تحفته الكنسية». وشيد بورجس أيضًا كوخ عقاري في 1873.
في عام 1872، طُلب من بورجس رسم مُخطط إكونوجرافي بالديكورات الداخلية لكاتدرائية القديس بولس ولم يتم إنهائها منذ وفاة المعماري كريستوفر رن. وفي عام 1872، عُين مُهندسًا معماريًا، وعلى مدار السنوات الخمس اللاحقة أنتج فيها ما وصفه كروك بأنه مخطط كامل لديكورات صنعت النهضة المُبكرة. وإلى الداخل، فقد عزم على جعل الكسوف يدخل إلى كاتدرائية القديس بطرس في روما. وعلى أية حال، كتب كروك «أن خطته كانت خلاقة جدًا لمعظم الكلاسيكيين». وأدت هذه الخلافات الفنية والدينية المرتبطة إلى فصل بورجس في عام 1877 مع عدم تنفيذ أي من خططه.

### كلية ترينيتي،هارتفورد،كونيتيكت

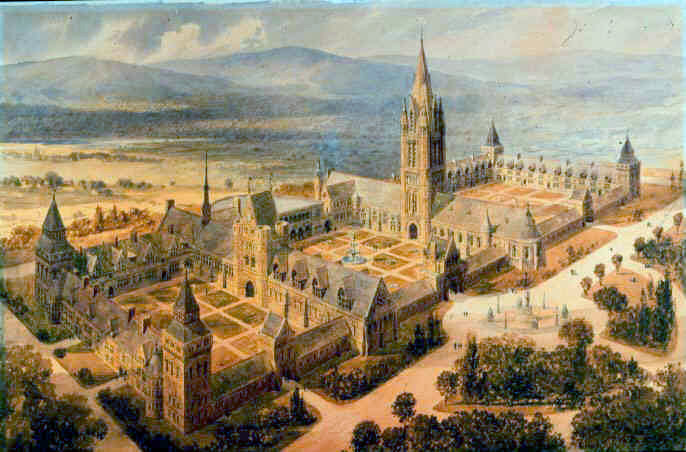
مُخطط رئيسي لكلية ترينيتي، بهارتفورد، كونيتيكت.

في عام 1872، زار أبنر جاكسون عميد كلية ترينيتي (كونيتيكت) بريطانيا بحثًا عن مُهندس معماري ونماذج لمخطط حرم جامعي جديد للكلية. واُختير بورجس لأداء هذا العمل حيث رسم أربع ساحات كخطة رئيسية بالنمط الفرنسي القديم الخاص به. وأنتجت الرسوم التوضيحية الفخمة على يد أكسيل هيج. وعلى أية حال، فإن التكلفة المقدرة للعمل كانت أقل من مليون دولار، جنبًا إلى جنب مع الحجم الهائل من الخطط، والتي جعلت أمناء الكلية يشعرون بالقلق حيال ذلك.، وصمم المعماري الأمريكي فرانسيس إتش كيمبل المجموعة الحالية لونج ووك وأشرف عليها فيما قام فريدريك لو أولمستد بتأسيس هندسة المناظر الطبيعية بها. يعتبر كروك النتيجة «بأنها غير مُرضية.. [ولكنها مُهمة].. في تطوير موقع رئيسي هام في أواخر القرن التاسع عشر بالعمارة الأمريكية». وقد ارتأى النقاد الآخرون أن تصميم بورجس أكثر إيجابية، فقد أعتقد المؤرخ المعماري الأمريكي هنري روسيل هيتشكوك أن ترينيتي ربما هي الأكثر إرضاءً من بين جميع أعمال بورجس وهي أفضل مثال للعمارة الجامعية القوطية الفيكتورية؛ في حين أن تشارلز هاندلي ريد قد اقترح أن تتفوق الكلية في بعض النواحي على كلية كيبل بأكسفورد لويليام بترفيلد أو جامعة أبيريستويث لجون بولارد سيدون."

### منزل البرج

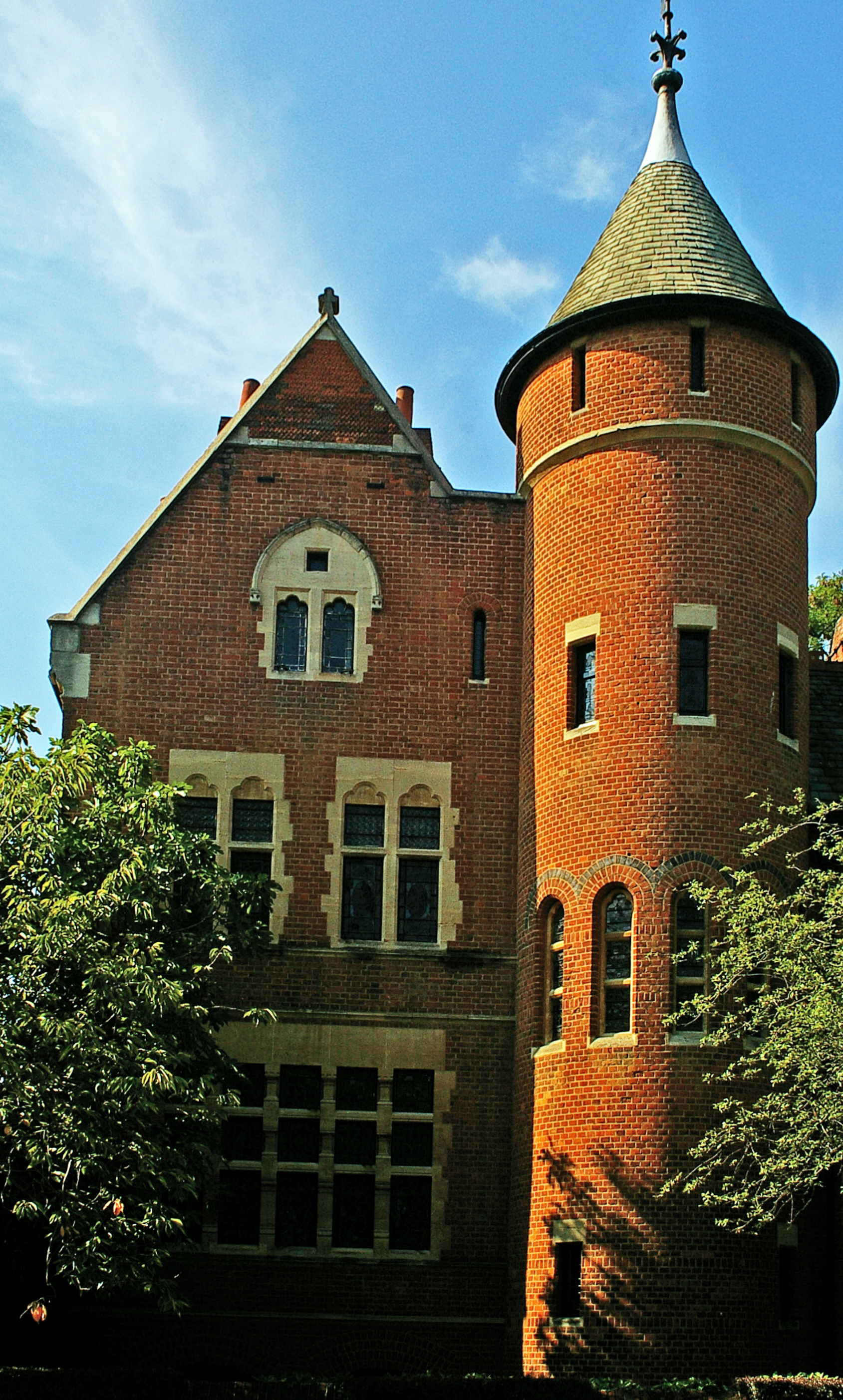
منزل البرج هو قصر بورجس للفنون.

منذ عام 1875، على الرغم من أنه واصل العمل بغية الانتهاء من المشاريع التي قد بدأت بالفعل، إلا أن بورجس لم يلتق أي لجان رئيسية أخرى. وانهمك بورجس في العمل في آخر ست سنوات من حياته في أعمال البناء والديكور والأثاث الخاصة بمنزله، منزل البرج، طريق ميلبوري بكينجستون. صمم بورجس المنزل على غرار المنازل الفرنسية الكبرى في القرن الثالث عشر الميلادي. ومن الطوب الأحمر وعلى هيئة حرف L، كانت واجهة المنزل بسيطة، ولم يكن المنزل كبيرًا وكان تصميم الأرضيات أقل بكثير من خمسين قدم مُربع. ولكن بورجس اتبع نهجًا يأخذ من خلاله بعين الاعتبار أن يكون البناء كبيرًا: وتكون الطوابق كافية لدعم الغرف أربع أو خمس مرات ضعف حجمها، وكتب المُهندس المعماري ريتشارد نورمان شا عن الأسس الملموسة باعتبارها مٌناسبة للحصون. وذلك، بالإضافة إلى مهارات بورجس المعمارية والديكورات الخارجية الضئيلة جعلت البناء كما وصفه كروك بسيط وضخم. وكالمعتاد، تم تهيئة العديد من العناصر في تصاميم بورجس السابقة وقد شملت واجهة الشارع من منزل ماكونوشي والبرج الأسطواني والأسقف المخروطية في قلعة كوتش والديكورات الداخلية في قلعة كارديف.
كانت المراكز الداخلية في قاعة المدخل مُزدوجة الارتفاع، حيث تجنب بورجس الخطأ الذي اقترفه في منزل ماكونوشي عندما وضع درج الساحة الرئيسية في وسط البناء. أما منزل البرج، فقد نُقل الدرج الخاص به إلى البرج المخروطي. يحتوي الطابق الأرضي على غرفة الرسم والطعام والمكتبة، في حين يشتمل الطابق الأول على أجنة غرف النوم ومكتب. وكما تجنب بورجس الديكورات الخارجية في منزل البرج، فإنه قد قام بالتعويض في الديكورات الداخلية. فكل غرفة تحوي مخططًا إكونوجرافيًا معقدًا للديكورات: فكان الوقت للصالة، والحب لغرف الرسم، بينما كان البحر موجودًا في غرفة نوم بورجس. فيما وُضعت المواقد الضخمة على رفوف تم اختيارها وتشبيثها، فكانت هناك قلعة في المكتبة وحوريات ووحوش البحر في أسفل غرفة نومه الخاصة. وكتب شقيق زوجته بولان أن «قصائد تشوسر وتنيسون كانت هي الكتب الرئيسية التي رجع إليها بورجس حينما شاركه في تصميم تلك الديكورات».
أثناء تصميم الواجهة الداخلية للمنزل على نمط القرون الوسطى، اتضحت أيضًا مهاراته في المجوهرات والأعمال المعدنية والتصميم وأنتج مجموعة من أفضل أعماله في فن الأثاث بما في ذلك مقاعد البرج وخزانة الكتب الكبيرة، والتي وصفها تشارلز هاندلي ريد بأنها «احتلت مكانة فريدة من نوعها في تاريخ رسوم فن الأثاث الفيكتوري». وكانت التجهيزات قد وضعت كالأثاث: فكان هناك صنبور واحد لغسل أيدي الضيوف على شكل ثور برونزي من النوع الذي يسكب المياه من مكان ضيق إلى مغسلة مُطعمة بالأسماك الفضية. وفي منزل البرج، وضع بورجس بعضًا من أفضل وأرقى أعماله المعدنية؛ وكتب عنه الفنان هنرى ستايسي ماركس «كان يُمكنه تصميم الكأس شأنه شأن الكاتدرائية... فالأواني والكؤوس والأباريق والشوك والملاعق قد صُممت بقدرة مساوية لتلك التي صمم بها القلعة».
عقب الانتهاء من منزل البرج، كان رد الفعل تجاه مُثيرًا. وفي دراسة استقصائية نشرتها ذا بيلدير عام 1893 عن فن العمارة للخمس سنوات الماضية «هو منزل خاص وبمثابة مدينة إن جاز التعبير». وفي عام 1966، وحينما كان المنزل خاليًا، وصفه هاندلي ريد «بأنه فريدًا من نوعه في مدينة لندن، فهو مُقتطفات بسيطة لتصميمات واحد من أكثر مُهندسي الفيكتورية خيالًا». ووصفه كروك «بأنه مٌجمع لأعمال بورجس ولحياته المهنية وإشاده بتألقة وإنجازاته». وظل منزل البرج، والذي كان يعتبر منزلًا خاصًا امتلكه جيمي بيج لعدة سنوات، يحتفظ بالكثير من ديكوراته الهيكلية الداخلية، إلا أن الأثاث والمحتويات الذي صممها بورجس لهذا المنزل كانت قد تناثرت.

### الأعمال المعدنية والمجوهرات

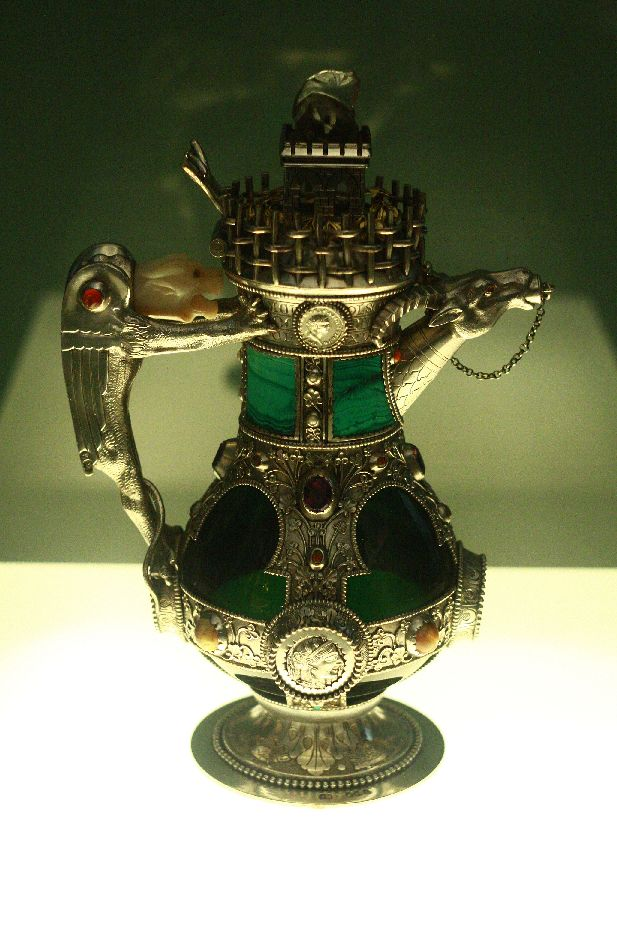
صمم بورجس الزجاج الأخضر والإناء الفضي المصفق عام 1865 في متحف فكتوريا وألبرت.

كان بورجس مصممًا مرموقًا لأعماله المعدنية والمجوهرات المُستوحاة من القوطية، وقد استُشهد به كونه خليفة بوجين في أسلوب إحياء القوطية. وعلى الرغم من أن بورجس كان، وقبل كل شيء مهندسًا معماريًا، إلا أن إدموند جوس وصف أبنيته بأنها حُلي أكثر منها بناء معماري، وكان موقف كروك من ذلك أن بورجس كان عبقريًا كمصمم في الوصول إلى الكمال في مجوهراته وأعماله المعدنية. وقد بدأ بالقطع الأثرية الدينية مثل الشموع والكؤوس والصلبان الصدرية، بصيغة فردية أو كجزء من مُخطط زخرفي للأبنية التي كان لديه السيطرة الفنية الكاملة. ومثالًا على ذلك، كان الكأس الذي قدمه لكنيسة سانت ميشيل في برايتون، وتمثال الملاك، الذي يقف فوق سانت فين باري، والذي كان هديته الشخصية للكاتدرائية، ودنيدن كروزييه، المنحوت من العاج حيث يُصور القديس جورج وهو يذبح التنين، وقُدم لأول مطران في دنيدن. وقد نشر بورجس التصميم في صحيفة فرنسية عام 1875 كمثال حي على البهجة بالحيل والنكات باعتباره يُمثل القرن الثالث عشر الميلادي الأصلي. وبالمثل، كانت تصاميمه المُبتكرة للوحات السمك من أجل اللورد بيوت، حيث قام بتزيين ثمانية عشر لوحة مع الرسوم التوضيحية المُتجانسة، مثل التزلج على الجليد، وجثم مُجنح يجلس على فرع شجرة. وتعهد أيضًا برعاية اللجان الآخرى بما في ذلك خدمة حلوي سنيد. وفي الثالث من أبريل من عام 1872، أنتج بورجس بروش على الطراز القوطي من أجل حفل زواج ماركيز بيوت وزوجته. وفي سبتمبر 1873، أنتج بروشًا آخرًا لزوجة الماركيز على شكل حرف G القوطي، درع مذهب ومُرصع بالأحجار الكريمة واللؤلؤ. واتبع ذلك النمط مع القلادات والأقراط في محاولة منه لتصميم نمط أثري. والمثال الآخر الذي ابتكره بورجس من أجل زوجة بويت كهدية من زوجها كان مجموعة من الأباريق الزجاجية المصنوعة من الفضة، رُسم عليها شكل اثنين من الخدم في العصور الوسطى يحملون برميل صغير من الملح والفلفل كإجابة على السؤال «ماذا تُعطي لرجل تحمل كل شيء».
كان بعض من أبرز أعماله المرموقة علي الإطلاق تلك التي ابتكرها لنفسه، فغالبًا ما يكون هناك عائد من الفوز في المسابقات المعمارية. ومن الأمثلة على ذلك محبرة الفيل والتي وصفها كروك «بأنها أكبر مثال على عبقريته وإبداعه الخاص»، مع زوج من الأواني المُرصعة بالجواهر مقابل رسوم لخطط كنيسة القرم التذكارية مع سلسلة من محاضراته من الفنون التطبيقية على الصناعة، مع كأس القطة الذي ابتكره باركنتين في احتفال مسابقة محاكم القانون وكتب كروك عنها «بها تقنية فنية بارعة تضع مجموعة من المعايير الفنية والحرفية». ولكن المفهوم العام ومجموعة المواد والإبداع والابتكار وجرآة التصميم وخصوصيته هو من يجعل بورجس منتصرًا في النهاية. وصمم بورجس أيضًا مجموعة من المقالات الأكثر نفعية والمُشبعة بحبه للإحساس والتجانس، بما في ذلك الفضيات التي تحتوي على حوريات البحر والعناكب وغيرها من المخلوقات الأخرى ومجموعة من السكاكين والشوك لمنزل البرج مع المقابض التي نحتها نيكولاس كرمز لللحم والخضروات ولحم العجل والبصل والبازلاء وغيرها. وكان أيضًا ناقد المعرفة، والذي أشير إليها من المُعاصرين بأنه واحد من أفضل قضاة الدروع في أوروبا. جاءت مجموعته الكبيرة من الدروع، وأجزاء منها من مجموعة الشهير صمويل راش ميريك،  وقد وُهبت إلى المتحف البريطاني عقب وفاته.
بعض مواقع أكثر القطع الخاصة ببورجس أهمية غير معلومة، ولكن هناك بعض حالات تم الكشف عنها: مثل البروش الذي صممه بورجس كهدية زواج لصديقه جون بولارد سيدون، الذي تم التعرف عليه في السلسلة التليفزيونية بقناة البي بي سي، أنتيكيس رودشو، الخاص بالتحف القديمة المُثمنة، وبِيع بعد ذلك في مزاد مقابل 31,000 جنيه إسترليني في أغسطس 2011.

### الزجاج المُلون
لعب بورجس دورًا هامًا في عصر النهضة بتطوير الزجاج الفيكتوري المُلون، كان توفير الألوان المُناسبة من الزجاج محوريًا وسط مجموعة المواضيع الزخرفية لبورجس، حيث بذل جهده في العمل مع أفضل رسامي الكاريكاتير والمُصنعين لتحقيق ذلك. كما درس أيضًا تاريخ إنتاج الزجاج، وكتب في محاضرته الثانية الفنون التطبيقية على الصناعة: «إن الاستعانة باستخدام الدراسات الأثرية هو إحياء للفنون المهجورة، ومن أجل الحصول على كل الأشياء الجيدة نستطيع الخروج مها بتطورنا». وفي كتالوج معرض الرسوم الزجاجية المُلونة لقلعة كارديف، أشاد سرجنت «معرفته العميقة للتاريخ وتقنيات تصنيع الزجاج»، فيما وصفه لورانس بأنه «الرائد بدراساته المثابرة مع إعادة تأسيس مبادئ زخرفة القرون الوسطى واستخدام ذلك في صناعة أعماله الخاصة لتبدة جريئة وأصلية». وكانت النتائج مُميزة؛ كما كتب لورانس أن بورجس صمم الديكورات بحيوية وقوة وتألُق، لم يبلغ أيَّ من صانعي الزجاج مبلغه. كان لبورجس معرفة جيدة بالمصنعين والحرفيين الذي عمل معهم، وعلى وجه خاص جودلبرت سوندرز، الذي قدم لبورجس زجاجًا به معظم السمات المميزة بأفخم الألوان. وتلك الفريدة من نوعها لم يسبق لها مثيل ولم يتمكن المُقلدون من صنع مثيلتها. وصمم بورجس كذلك الزجاج المُلون في كنائسه الخاصة كما في كاتدرائية سانت فين باري، وذلك لإعادة بناء وترميم كنائس العصور الوسطى التي أقامها الآخرون، ومن أجل عقاراته العلمانية. وقام بعمل كبير في دير والتم مع إدوارد بورن جونز، إلا أن الكثير من أعماله هناك قد دُمرت في قصف لندن. ويكتب كروك « في والتم، لم ينسخ بورجس التصميم. فقد التقى فحسب مع عهد العصور الوسطى بشكل منظم ومتساوٍ».

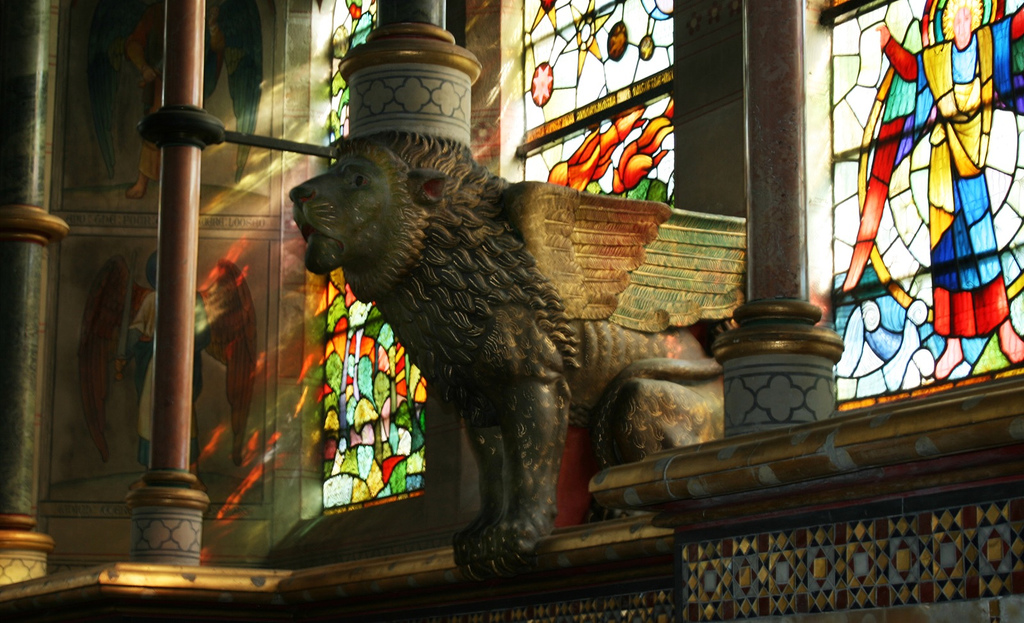
الزجاج المُلون والأسد المجنح في سانت ماري، ستادلي رويال.

لا يزال الكشف عن النوافذ التي صممها بورجس قائمًا. ففي عام 2009، اكتُشفت النافذة ذات الزجاج المُلون التي أكملها بورجس، حيث وُجدت في خزائن كنيسة القديسين بطرس وبولس، وتم تأكيد تصميم بورجس لها. وظهرت النافذة، التي كلف بها ماليت وشركاه، في معرض التحف الترويجية أنتيكيس رودشو في أوائل عام 2010 ويتم عرضها حاليًا في مسرح باث أكوا للزجاج. وفي مارس من عام 2011، اشترت كادو اثنين من الألواح الزجاجية من تصميم بورجس بقيمة 125,000 إسترليني. كانت الألواح جزءًا من مجموعة مُكونة من عشرين لوحًا من تصميم بورجس للمصلى في قلعة كوتش، ولكن تمت إزالتهم حينما هُدم المُصلى غير المكتمل. وعُرضت عشرة من الألواح في قلعة كارديف، وتم استخدام ثمانية آخرين منهم في نموذج المُصلى في غرفة العلية الخاصة ببئر البرج بقلعة كوتش؛ فيما اعتُبرت القطعتان اللاتي اشترتهما كادو مفقودتين إلى أن فشلا في بيعهما بالمزاد العلني في سالزبوري في عام 2010. وقال مُفتش الآثار القديمة عن كادو الذي تحدث بعد شرائهما «تعرض الألواح مجموعة متنوعة من القديسين الإنجليز والويليزين وشخصيات الكتاب المقدس الرئيسية، وهي من أعظم اللوحات الزجاجية الفيكتورية المُلونة عالية الجودة. وجذبت أعمال ويليام بورجس، بشكل مُبهر، جميع أنحاء العالم ويعكس السعر عبقرية فن الرجل والجودة النادرة لهذه الألواح الزجاجية».
أدت البحوث أيضًا إلى إرجاع الفضل لبورجس في وضع وجهة النظر الصحيحة التي كان تعزى سابقًا إلى الآخرين. وفي مجلده عام 1958 في شمال سومرست وبريستول، يُشيد بيفسنر بالجودة الجمالية للزجاج المُلون في كنيسة سانت جيمس في وينسكومب، لكنه يصفها خطًأ بأنها «واحدة من أفضل الأمثلة على زجاج موريس في الوجود وغير مُسجلة تمامًا». ولكن في الحقيقة، فإن الزجاج من صنع بورجس.

### الأثاث

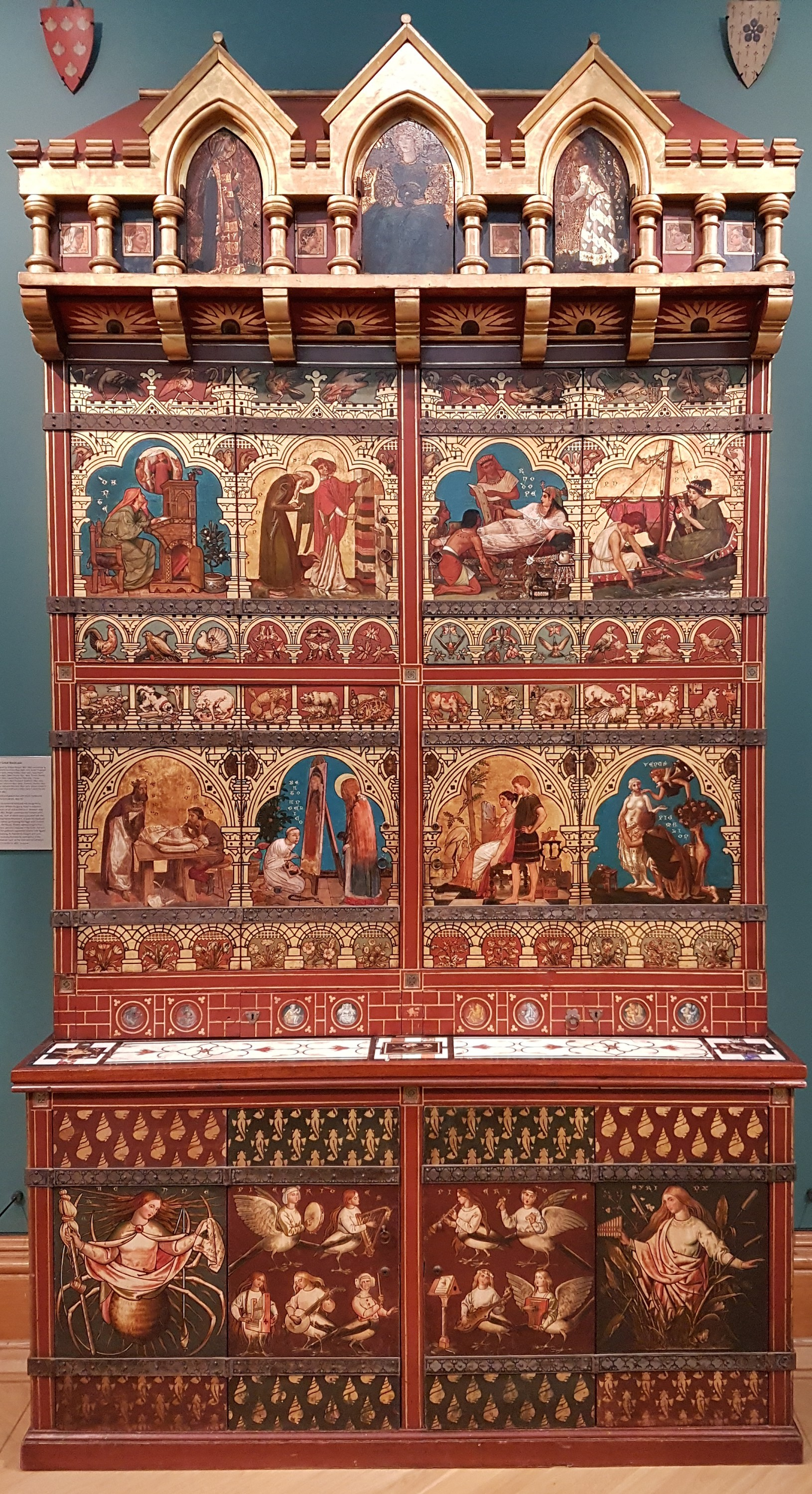
خزانة الكتب الكبيرة من أكثر الأمثلة أهمية على رسوم الأثاث الفيكتورية التي لم يسبق لها مثيل.

كان الأثاث هو المرحلة الثانية لبورجس بعد المباني، وكانت أهم إسهاماته في إحياء القوطية الفيكتورية؛ كما كتب كروك «أكثر من أي شخص، إنه بورجس، كانت عينيه تري أدق التفاصيل الفيكتورية رفيعة المستوى، قد أبدع في إنتاج الأثاث المُناسب للعصور الفيكتورية العليا». فهي هائلة ودقيقة ورفيعة المستوى، فقد وصف كروك فنه قائلًا «هو فن أثاث العصور الوسطى الذي لم ينهج مثله أي مصمم آخر». قام تشارلز هاندلي-ريد بتحرير أول دراسة تفصيلية عن عمل بورجس في هذا المجال في مقالته في مجلة برلينجتون في عدد نوفمبر من عام 1963، ملاحظات عن أثاث ويليام بورجس المطلي. وكما واجه بورجس الازدراء في مبانيه في ردة الفعل ضد الذوق الفيكتوري الذي حدث في القرن العشرين، عادت قطع الأثاث الخاصة به إلى تصميمات نهاية القرن العشرين، حيث تُباع في الوقت الحالي بأسعار باهظة الثمن للغاية.
يتميز أثاث بورجس بالنمط التاريخي والأيقونات الأسطورية ولوحاته النابضة بالحياة كثيرًا وهي صنعة الرجال الفقراء. لقد انهارت خزانة الكتب الرائعة في عام 1878، وتم طلب إتمام اعمارها. كانت لوحات أثاثه مركزية في وجهات نظر بورجس لغرضه منها. ووصف قاعته المثالية في العصور الوسطى في محاضرة عن الأثاث، كجزء من سلسلته الفنون التطبيقية على الصناعة، وهو يكتب عنها أن التجهيزات الخاصة بها كانت مُغطاة بلوحات؛ ولم يقتصر واجبها على كونها من الأثاث ولكن عبر عنها بمثابة قصة. كانت التصميمات، في كثير من الأحيان، تعاونية مع فنانين الدائرة المُحيطة ببورجس لاستكمال رسم اللوحات التي تشملهم في الغالب. كان المساهمون، في أغلب الأحيان، مشهورين، كان كتالوج مبيعات فوست للوحة الجانبية المعكوسة قد أشار إلى أن بعضهم كان بيد دانتي جابرييل روزيتي وإدوارد بورن جونز.
لم يحظ أثاث بورجس بشهرة عالمية مُعاصرة. وفي دراسته الرئيسية للعمارة الداخلية الإنجليزية، في مُولَف ذا إنجلش هاوس، الذي نُشر بعد عشرين عامًا من وفاة بورجس، كتب هيرمان موثيسيوس عن منزل البرج، «الأسوأ من ذلك كله، ربما، يكون الأثاث». اتبع بعضه الطُرق المُبكرة الأولى، وبعضه كالصندوق والرسوم في كل مكان. وقد أصبح هذا النمط الآن مألوفًا، ولكن مع التبرير التاريخي ليس من السهل التصريح بذلك.
صُمم الكثير من أثاثه المُبكر، مثل خزانة الكتب الكبيرة ومقاعد الزودياك، لمكاتبه في شارع باكنغهام، ثم نقلهم بعد ذلك إلى منزل البرج. كما كانت خزانة الكتب الكبيرة جزءًا من مساهمات بورجس في محكمة العصور الوسطى في المعرض الدولي عام 1862. ومن الأعمال الأخرى، تظهر خزانة ياتمان، وهي عمل فني صُنع نيابة عن الغير. كما جُهزت بعض القطع الفنية اللاحقة، مثل دولاب كروكر والسرير الذهبي ومُلحقها حوض فيتا نوفا، اللائي صُنعوا خصيصًا لأجنحة الغرف في منزل البرج. كان حوض نارسيسوس قد صٌنع، في الأساس، لشارع باكنغهام، إلا أنه نُقل لاحقًا إلى منزل البرج. وترك جون بيتجمان، شاعر البلاط لاحقًا والبطل البارز في الفن والعمارة في العصر الفيكتوري القوطي الحديث، منزل البرج، بما في ذلك بعض الأثاث لإيه أر بي جراهام عام 1961. وقدم الحوض إلى الروائي الإنجليزي إيفلين ووه، الذي جعله محور روايته محنة جيلبرت بنفولد عام 1957.
يُمكن رؤية أمثلة أثاث بورجس المطلي في المتاحف الرئيسية مثل متحف فكتوريا وألبرت ومعهد ديترويت للفنون والمتحف الوطني في ويلز ومعرض الفن في مانشستر. جمع معرض ومتحف الفنون هيجنز في بيدفورد مجموعة خاصة قيمة، بدأت بعمليات شراء كثيرة من ملكية تشارلز ولافينيا هاندلي-ريد، بما في ذلك حوض نارسيسوس، وسرير بورجس ودولاب كروكر.
عُد أكبر مكسب لمتحف بيدفورد مقاعد الزودياك (1869-70)، والتي رسمها هنري ستاكي ماركس. ودفع المتحف حوالي 870,000 إسترليني، منها 480,000 إسترليني منحة من الصندوق التذكاري للتراث الوطني، و190,000 إسترليني من أمناء معرض فنون سيسيل هيجنز، و180,000 إسترليني من الصندوق الوطني للفنون الفنية، بعد أن فرضت الحكومة البريطانية الحظر على تصدير الأعمال.

## حياته الشخصية

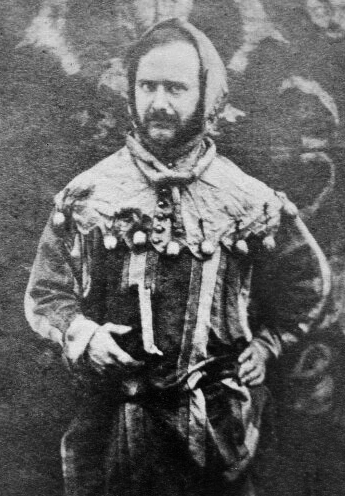
بورجس مُهرجًا نحو عام 1860.

لم يتزوج بورجس قط، وقد وصفه مُعاصريه بكونه غريب الأطوار ولامع ومتسامح جدًا شخص لامع. كان أيضًا غير مرغوب به جسديًا، حيث وصفته زوجة أعظم مؤيديه بأنه بورجس القبيح. كان قصيرًا وسمينًا وضعيف البصر، حيث أخطأ مرة في طاووس وتخيله رجلًا، كان يبدو على بورجس القلق والحساسية من ظهوره، حيث ظهر في عدد قليل جدًا من الصور. كانت لوحاته الشهيرة قد رُسمت عام 1858 على يد إدوارد جون بوينتر، فيما كانت صورة عقد الستينات على يد فنان غير معروف، حيث عُرضت صورة بورجس وهو يرتدي كمهرج السيرك؛ حيث رسمه ثيودور بلاك ويرجمان عام 1871 في صحيفة جرافيك؛ فيما ظهر في رسم بالرصاص في صورة شخصية لإدوارد ويليام جودوين عام 1875؛ مع ثلاثة صور مشوشة أخرى عام 1881 على يد هنري فان دير ويد؛ مع كاريكاتير عقب وفاته على يد إدوارد بيرن جونس.
وأيَّ كانت أوجه القصور الجسدية، فإن شخصيته ومحادثته وحس الفكاهة كانت جذابة ومُؤثرة، وعلق كروك على ذلك بأن «مجموعة من أصدقائه قاموا بالسلسلة الكاملة لحركة ما قبل الرفائيلية بلندن». كانت طفولة بورجس الفطرية سببًا في تأليف دانتي جابرييل روزيتي قصيدة خماسية فكاهية ليمريك عنه.
والذي بالكاد يبرُز في مرحلته الطفولية

إذا لم يكن قد قيل لك،

فهو عجوز بشكل مُشين،

تنطوي تناقش رواية روبرت كير سفير فوق العادة عام 1879 على المُهندس المعماري جورجيوس أولدهوسن، الذي وصفه كروك بأنه يستند إلى شخصية بورجس؛ هو لم يكن بالتأكيد صغير السن، ولكن في مرحلة الشباب، ولكن من هم في مظهر وأخلاق جورجيوس لا يُمكن أن يكبر أبدًا... تكمن نقاط قوته في ازدراءه للحس غير المُتعارف عليه... مهنته هي الفن... مسألة من الشعور غير المألوف. كان بورجس رجلًا اجتماعيًا. وفي عام 1860، انتُخب عضوًا في معهد المهندسين المعماريين البريطانيين، وفي عام 1862، عُين في مجلس إدارته، وفي عام 1863، انتُخب عضوًا في جمعية الكتاب المعمارية الأجنبية فابس، التي تضم نخبة من أعضاء الرابطة، وكانت تقتصر على خمسة عشر عضوًا. وأصبح عضوًا في أثنيوم كلوب بلندن عام 1874، كما كان عضوًا في نادي الآداب ومجتمع العصور الوسطى، ونادي هوجارث، وانتُخب سابقًا في الأكاديمية الملكية للفنون في نفس عام وفاته. وكما هو الحال مع العديد من أصدقائه، انضم بورجس أيضًا إلى فوج الفنانين بجيش الاحتياط البريطاني.
كان بورجس جامع المتعصبين، وبخاصة لرسومه وأعمال المعدنية. وكان أيضًا ماسونيًا، وعضوًا في نفس النزل الذي كان به زميله المُهندس المعماري ويليام إيدن نيسفيلد. وغيرها من المساعي الأخرى التي شملت الأفيون والمصنفات. وقد نوقش تأثير المخدرات على حياته وإنتاجه المعمارية؛ وكشف كروك ذلك الأمر وأنه كان في القسطنطينية، أثناء جولته في عقد الخمسينيات، عندما تذوق الأفيون أولًا؛ ويُؤكد قاموس المهندسين المعماريين الاسكتلنديين أن وفاته المُبكرة كان نتيجة لنمط حياته في التدخين سواءًا التبغ أو الأفيون. واستنكر الكاتب المعماري سيمون جينكينز اختيار السير جون هيثكوات-أموري لبورجس كمُهندس معماري له، وهو مُدمن للأفيون، قُوطي يرتدي أزياء العصور الوسطى. وتضمنت مذكرات بورجس عام 1865 عدة إشارات عن ذلك، «منعه الأفيون الكثير من حضور حفل زفاف هايوارد»، وخلُص كروك قائلًا: «من الصعب مُقاومة الاستنتاج بأن الأفيون عزز العناصر الحميمة في مكياجه الفني».

## وفاته

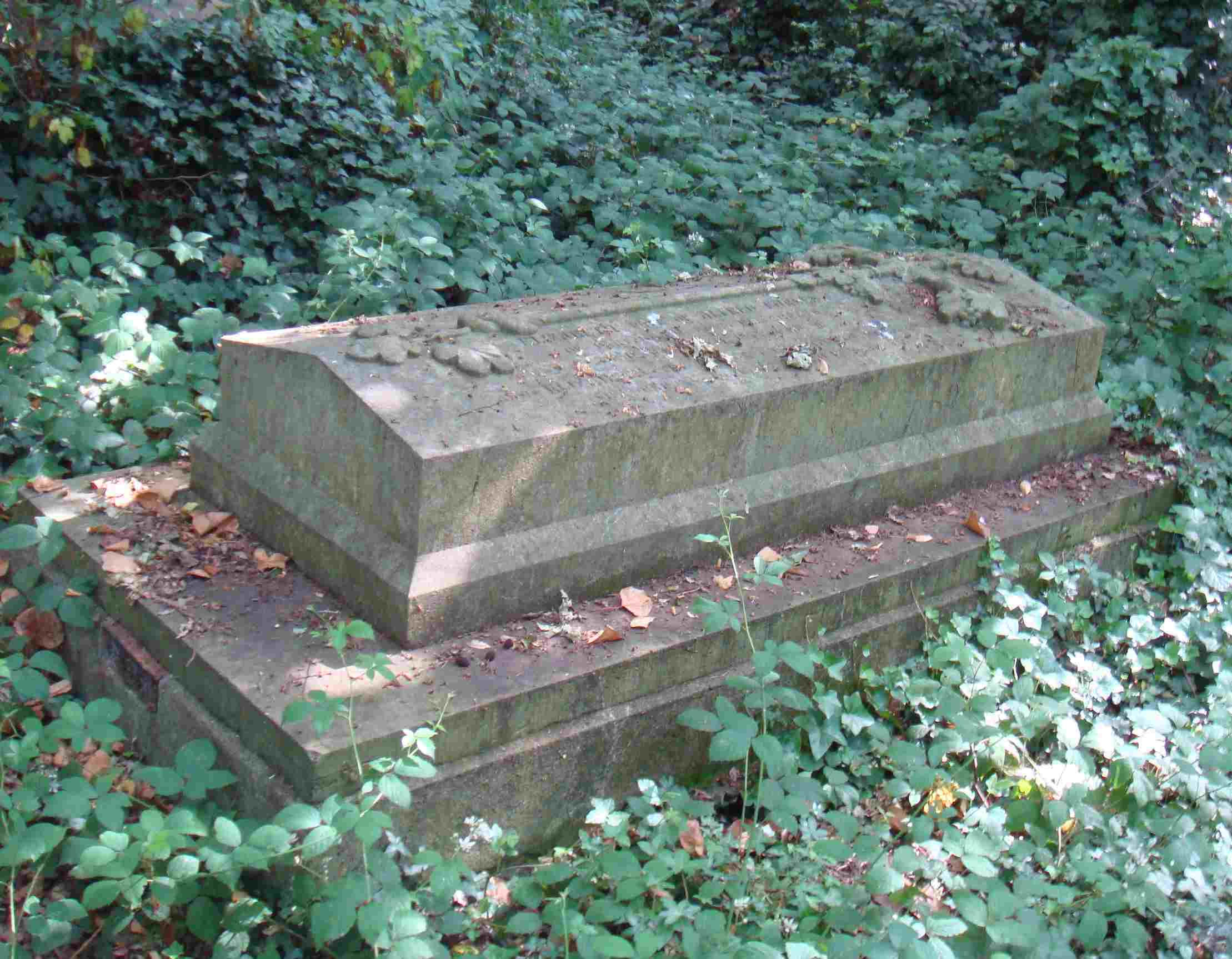
تابوت بورجس في مقبرة نوروود الغربية بلندن.

تُوفي بورجس عن عمر ناهز 53 عامًا بمنزل البرج في 20 أبريل 1881. حينما كان في جولة لأعماله في قلعة كارديف، أصابته نوبة برد، فعاد إلى لندن بشلل نصفي حيث رقد في فراشة لثلاثة أسابيع. وكان كل من أوسكار وايلد وجيمس مكنيل ويسلر من بين آخر المترددين عليه. ودُفن في مقبرة قد أنشأها من أجل والدته في غرب نوروود بلندن. وعند وفاته، كتب جون ستارلينج تشابل، مدير مكتبه وأحد المقربين منه لمدة تعدت العشرين عامًا: «إن العلاقة الوطيدة مع شخص من ألمع مُصممي الحُلى المُخضرمين تجعل فراقه أشد ألمًا. نحمد الله أن أعماله سوف تُخلد وتنال إعجاب طلابه المُستقبلين. سيكون صعب عليّ الحصول على مكانتي مُنفردًا. فهو كان في نظري العالم بأسره». فيما كتبت سيدة بيوت، زوجة أعظم مؤيديه، «عزيزي بورجس، بورجس القبيح، الذي صمم مثل تلك الأشياء الرائعة».
يُوجد نُصب تذكارية لوالدته وأخته، جنبًا إلى جنب مع اللوحة التذكارية لبورجس، التي صممها بنفسه ونصبها له والده في كاتدرائية سانت فين باري. وتُظهر ملك السماء يرأس الرُسل الأربعة، الذين يحملون كلمة الله مفتوحة. وتحتها، نُقش معماري تلك الكاتدرائية، وهي درع بسيط صغير وبالٍ، ولوحة تُحيط بها الفسيفساء، تحمل الأحرف الأولى لبورجس مُتشابكة. وعرقلت التعقيدات القانونية رغبة بورجس في أن يُدفن في الكاتدرائية التي بناها. لخصت كلمات بورجس الخاصة في كاتدرائية سانت فين باري في خطابه إلى أسقف كورك في يناير 1877 حياته المهنية، «بعد خمسين عامًا، ستكون القضية برمتها في محاكمته مع نسيان عنصري الزمان والتكلفة، وسيُنظر وقتها إلى النتيجة فحسب. وستكون الأسئلة المُلحة، أولًا: هل هذا العمل جميل؛ وثانيًا، هل الذين وُكلوا به، فعلوه من صميم قلوبهم وعقولهم».

## الإرث والنفوذ

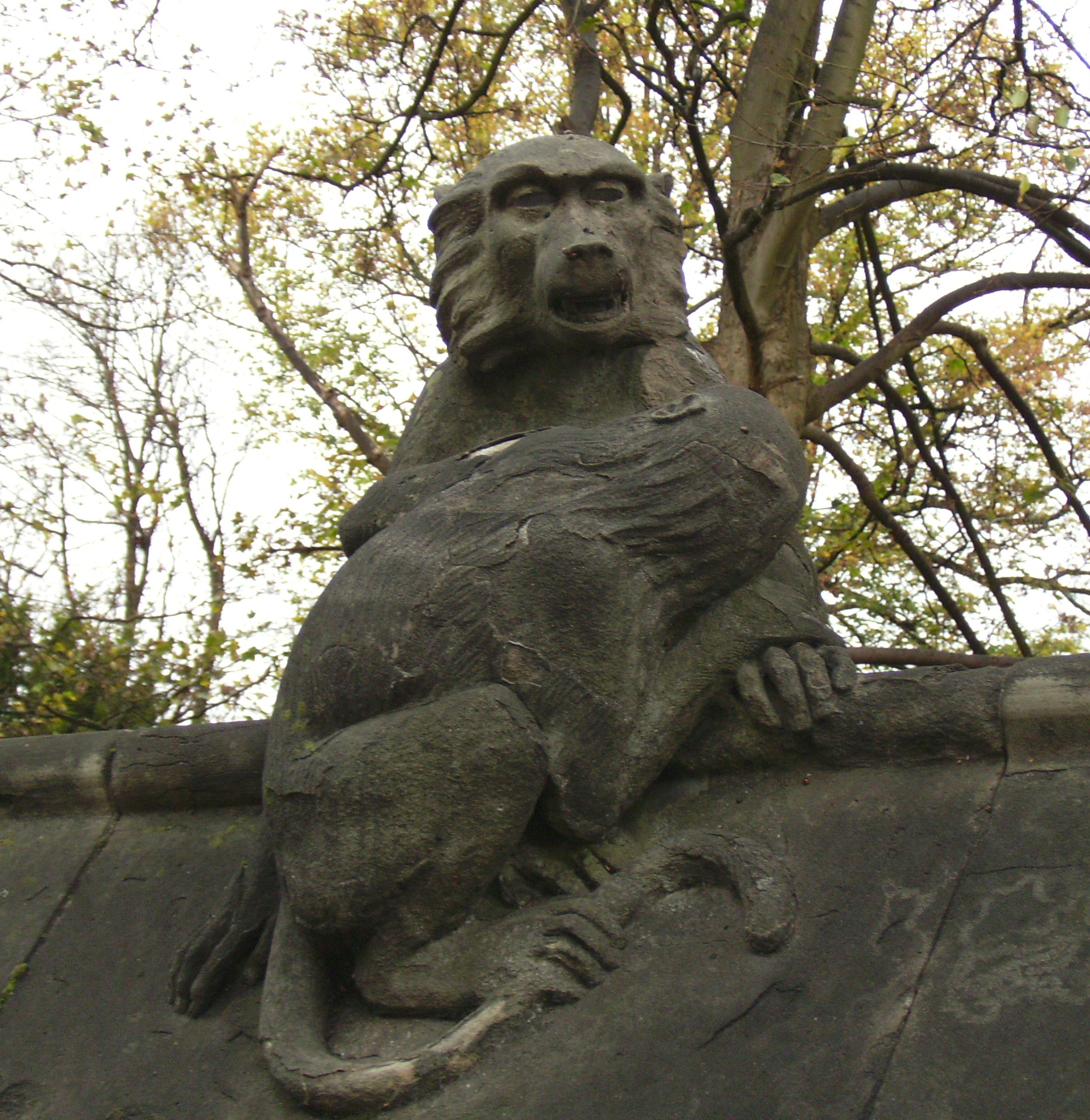
جدار الحيوان بقلعة كارديف. القرود: واحدة من تسعة تماثيل أصلية منحوتة في عام 1891 من قبل توماس نيكولاس ليُصممها بورجس.

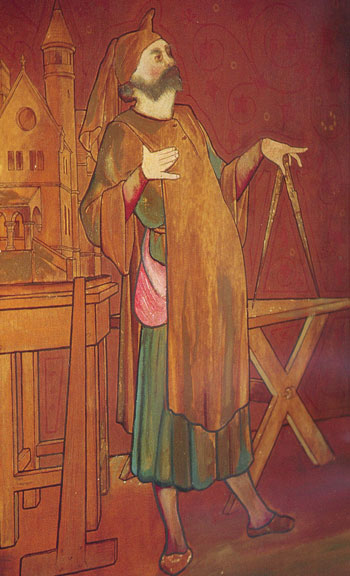
بورجس مُهندس معماري بريشة فريدريك ويكيس.

عند وفاة بورجس عام 1881، قال عنه معاصره المُهندس المعماري إدوارد ويليام جودوين: «لا يُوجد أبدًا في هذا العصر وتلك المدينة أو في أي مكان وزمان آخر شخص أعرفه يمتلك القواعد الفنية لمملكة الطبيعة بصورة مماثلة كالتي كان عليها بورجس، فهو يتقاسمها مع مُبتكر أبو الهول ومُصمم شارتر. وتراجعت القُوطية الحديثة التي دافع عنها بكل ما أُوتي من قوة. وفي غضون عشرين عامًا، اعُتبر النمط الذي اتبعه قديمًا وعفا عليه الزمن وأن أصحاب الأعمال قد سعوا إلى طمس جهوده والقضاء عليها. ومنذ عقد التسعينيات من القرن التاسع عشر إلى أواخر القرن العشرين، كان الفن الفيكتوري يتعرض لهجوم مستمر، وكتب النقاد «المأساة المعمارية في القرن التاسع عشر»، بشكل ساخر من القبح الذي لا هوادة فيه في مباني العصر والهجوم على «الكراهية السادية للجمال» لمهندسيها المعماريين، الذين لم يكتبوا شيء عن بورجس. لقد تم تجاهل أبنيته أو تم تغييرها، وفُقدت أو تم تجاهل الحُلى والزجاج المُلون، أما أثاثه فقد ذهب بعيدًا. كتب المُؤرخ المعماري ميجان ألدريتش أنه لم يُؤسس مدرسة؛... كان عدد قليل من أتباعه خارج دائرة مُمارسته؛... ولم يُدرب أي جيل آخر من المُصممين. وبمُقارنته مع أكثر معاصريه أعمالًا، أنهى بورجس عدد قليل نسبيًا من أعماله وخسر العديد من المُسابقات المعمارية. وأعرب معاون بورجس الفنان ناثانيل ويستليك عن أسفه لأن المُسابقات نادرًا ما تُمنح للرجل الأفضل؛ انظر إلى عدد المُسابقات الضئيل التي حصل عليها بورجس أو كان يجب أن يحصل عليها، أعتقد أنه نفذ واحدة فقط. كان بورجس أحيانًا مُحكمًا في المُسابقات المعمارية وعلق إيستليك أيضًا على فشل بورجس في الفوز بالمُسابقات المعمارية، «لسبب واحد فقط اجتاز تلك الطرق الشاقة من أجل الشهرة مع أي شيء مثل  نجاح كبير». 
تقريبًا، كان بطله الوحيد في السنوات التي تلت وفاته هو شقيق زوجه، ريتشارد بوبلويل بولان. في المقام الأول، كمُصور وأكاديميًا وعالم آثار، تدرب بولان مع ألفريد واترهوس في مانشستر، قبل التحاقه بمكتب بورجس في عقد الخمسينيات. وفي عام 1859، تزوج من شقيقة بورجس. وعقب وفاة بورجس عام 1881، عاش بولان في منزل البرج ونشر مجموعات من تصميمات بورجس بما فيها التصاميم المعمارية لويليام بورجس عام 1883 ومنزل ويليام بورجس عام 1886.
وفي مقدمته للتصميمات المعمارية أعرب بولان عن أمله في أن يلق تصوير مُجلدات أعمال شقيق زوجته ترحيبًا حارًا وتقدير كبير ليس فقط من زملاء مهنته، ولكن أيضًا لكل الرجال الذين استوعبوا الذوق في أوروبا وأمريكا. لم يكن يأمل أن يستمر الوفاء لمئات السنين، ولكن أعمال بورجس أكملت مسارها حتى وصلت إلى جذب وإثارة أتباعه في اليابان. فقد تتلمذ جوسيا كوندر على يده؛ وعبر كوندر دوَّن المُهندس المعماري البارز تاتسونو كينجو عن بورجس في العام السابق لوفاته. وتلقى بورجس أيضًا اهتمامًا موجزًا، ولكن مُواتيًا إلى حد كبير، من موثيسيوس في كتابه ذا إنجلش هاوس، حيث وصفه بأنه «القُوطي الأكثر موهبة في أيامه».
في نهاية القرن العشرين للوقت المُعاصر، حدثت النهضة في دراسة الفن الفيكتوري والهندسة المعمارية والتصميم، ويُؤكد كروك أن مكانة بورجس في وسط ذلك العالم «كما في عالم واسع النطاق، فهو مُسافر مقدام ومُحاضر مُتألق ومُصمم زخارف مُذهل ومُهندس معماري عبقري تم تقديره». وأضاف كروك أنه، وبعد مرور عشرين عامًا في مهنته، «أصبح المُصمم المعماري الأكثر إبداعًا بين أبناء جيله»، وبعيدًا عن العمارة، فإن إنجازاته في مجال الأعمال المعدنية والمجوهرات والأثاث والزجاج المُلون تضعه على أنه مُنافس بوجن الوحيد كأفضل مُهندس معماري فني في القُوطية الحديثة.
»

## الدراسات المعمارية

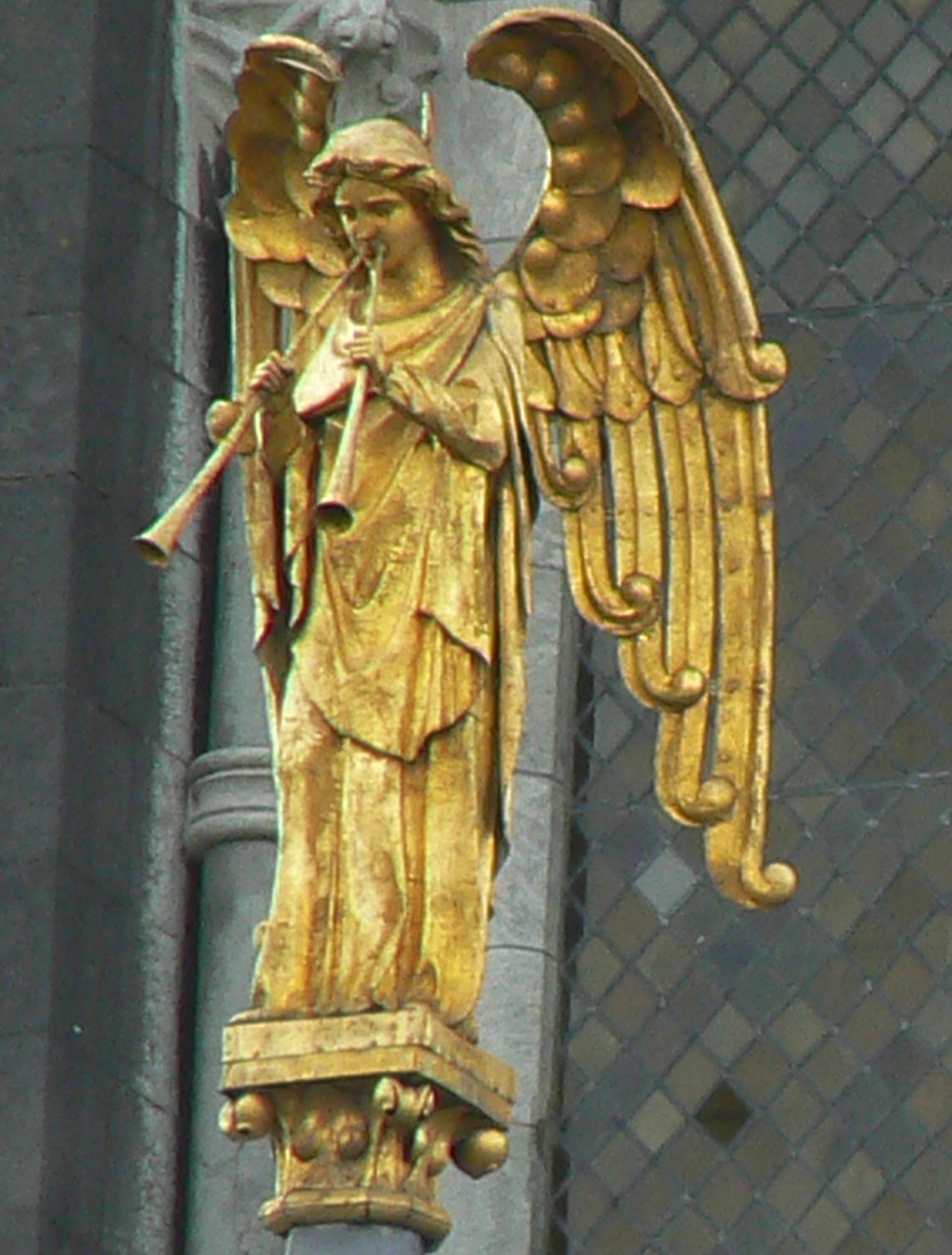
ملاك القيامة: هدية بورجس الشخصية للكاتدرائية التي كان يرغب في الدفن بها.

لم يدرس سوى القليل عن بورجس نتيجة إنتاجه المحدود وعدم شعبية أعماله في معظم القرن الذي تبع وفاته. وأُشير إليه ثلاث مرات فقط في دليل قلعة كادريف المُكون من إحدى وسبعين صفحة، والذي نُشر عام 1923، وفي كل مرة كان يُكتب اسمه بطريقة خاطئة، بزيادة حرف س في نهاية الكلمة ليكون بورجسس. كما لم يُذكر اسمه في مُجلد بيفسنر التصميم الفيكتوري السامي عام 1951 في المعرض الكبير، على الرغم من إسهاماته المُميزة في القرون الوسطى. وشهدت خمسينيات القرن العشرين بدايات محدودة لردود فعل ضد إدانة كل ما أنتجه المُهندسون المعماريون الفيكتوريون، بما في ذلك بورجس. وقد نشرت دراسة جون ستيجمان الرائدة، كونسرت أوف تاست عام 1950، والتي أُعيد إصدارها عام 1970 كلون فيكتوري من قبل بيفسنر، وبدأت مُحاولة بطيئة بدورها في تيار الرأي نحو تقييم أكثر تعاطفًا وجدية. وشمل معرض الفنون الزخرفية الفيكتوري والإدواردي الذي أقيم في متحف فكتوريا وألبرت في عام 1952 خمسة قطع من أثاثه وأربعة أمثلة على أعماله المعدنية. وأعقب ذلك من قبل بتأسيس الجمعية الفيكتورية في عام 1958. ودوَّن بيتر فريداي مجموعة من المقالات بعنوان الفن المعماري الفيكتوري، والتي نُشرت في عام 1963، واشتملت على مقاله عنه كتبها تشارلز هاندلي-ريد، وربما عُدت أول دراسة جادة عن بورجس. تبنى هاندلي-ريد وجهة نظر بورجس في أعماله قائلًا «كمُصمم، كان مُلائمًا له أن يكون عدائيًا أكثر منه ساحرًا جذابًا»، ولكنه لم يُشكك في أهمية بورجس، حيث وصف أفضل أعماله بأنها «أمثلة لا غنى عنها في العهد الفكتوري». إلا أنه آخر ثلاثين عامًا قد شهدت انتعاشًا كبيرًا لإحياء القُوطية.
ويُمكن تحديد عام 1981 كتأريخ لإعادة تقييم بورجس في الذكري المئوية لوفاته عندما أُقيم معرض كبير عن حياته وأعماله، أولا في المتحف الوطني في كارديف حتى أكتوبر 1981، ولاحقًا في متحف فكتوريا وألبرت في لندن من نوفمبر 1981 حتى يناير 1982. وحرر جوزيف مورداونت كروك كتالوج هذا المعرض بعنوان العبقريه الخرافية لويليام بورجس. كما أُقيم معرض أصغر بكثير لأعماله في معرض الفنون البلدية في كراوفورد في كورك.
وفي نفس العام، نشر كروك الدراسة الكاملة الوحيدة عن بورجس بعنوان ويليام بورجس والحلم الفيكتوري السامي. وفي إهداء هذا المجلد، أقر كروك بفضل تشارلز هاندلي-ريد، الذي زوده بملاحظات عن بورجس. ونُشرت النسخة المُنقحة في فبراير عام 2013. وهناك مصادر أخرى تشمل مقالات عن قلعة كارديف وكوتش في المنزل الريفي الفيكتوري لمارك جيرورد. ووفرت البلد سلسلة تغطية شاملة لأعمال بورجس مثل مبانٍ إنجلترا ومبانٍ ويلز ومبانٍ اسكتلندا ومبانٍ إيرلندا، على الرغم من أنها لم تكتمل بعد في المرحلة الأخيرة. كما كتب أيضًا أمين قلعة كارديف عام 2017، ماثيو ويليامز، عددًا من المقالات البورجسية البيوتية للصحافة المعمارية. وغطت كاتدرائية سانت فين باري في كورك لديفيد لورانس وآن ويلسون أعمال بورجس في أيرلندا.

## أهم أعماله
يُعتقد أن الترتيب الزمني لقائمة أعمال بورجس الرئيسية قد تم إنهائها، رغم أنها لم تشتمل إلا على بعض الأعمال الثانوية أو الحد الأدنى من الإضافات الموجودة سابقًا، لقد تم اختيار لائحة الأثاث والأعمال الأخرى بعناية. لم يتم إعطاء أي قائمة من إبداعاته من المجوهرات والأعمال المعدنية والزجاج المُلون مساحة كبيرة. وكان لدى كروك أعمال بورجس الشاملة وبترتيب زمني مع توضيح الأعمال المُلحقة بعلامات توضيحية ما إذا كان العمل لا يزال قائمًا في موقعه أم لم يتم تنفيذه أو تمت إزالته إلى مكان آخر، أو كان موقعه الحاضر غير معلوم.

### البنايات
- كاتدرائية سالزبوري، ويلتشير 1855-59: إعادة ترميم المنزل.[277]
- تريفيربين فيان، كورنوال 1858-65: ديكورات وتجهيزات للعقيد شارلز سومرز كوكس، استبدلت من زمن.[278]
- منزل جايهورست في باكينجهامشاير لصالح روبرت كارينجتون، بارون كارينجتون الثاني  1858-65.[32]
- مقر الكاهن بيهولم في وسط مدينة يوركشاير 1859: لعميل غير معروف.[279]
- ميزون ديو دوفر وقاعة المدينة 1859–75: تعديلات ومُلحقات.[280]
- إعادة ترميم دير والتم 1859-77.[36]
- إليزابيث للإسكان الخيري،[281] وارثينج، غرب ساسكس 1860: لوالده ألفريد الذي أسسها لتكون مكانًا خيريًا.[282]
- المدرسة العتيقة، وينكفيلد، هامبشير 1860-61.[283]
- كنائس القديسين بفليت في هامبشير 1860-62.[284]
- كاتدرائية سانت فين باري، كروك، إيرلندا 1863-1904.[285]
- بيوت يورك للفقراء في فورثامبتون، جلوسسترشاير 1863-64.[286]
- كنيسة سانت جيمس في وينسكومب، سومرست 1863-64، إعادة بناء المذبح والزجاج المُلون لياتمان.[287]
- كنيسة سانت هيلين، كيلنيسيا، وسط مدينة يوركشاير 1864-65: مدفوعة جزئيًا من ألفريد والد بورجس.[288]
- كنيسة سانت ماري، فورثامبتون، جلوسسترشاير 1864-66: إعادة ترميم المذبح وتجهيزات لعائلة يورك.[289]
- محكمة سانت آني، سوهو، 1864-66: مساكن نموذجية للاشلان ماكينتوش ريت. هُدمت من زمن.[284]
- كنيسة سانت نيكولاس، تشارلوود، سري 1864-67.[290]
- كلية ورسستر بجامعة أكسفورد 1864-69: ديكورات المذبح، 1873-79: ديكورات القاعة وهذه الأخيرة تغيرت إلى حد كبير مع بعض أعمال بورجس المحدودة المتبقية، مع إكمال الأعمال السابقة.[291]
- قاعة أوكوود، بينجلي، يوركشاير 1864-65، الديكور الداخلي بالتعاون مع إدوارد بورن جونز. تم تغييرها منذ زمن.[284]
- كنائس القديس بطرس، كاريجروهين، كروك، إيرلندا 1865: مُلحقات للقس روبرت جريج.[284]
- مستودع سكيلبك، لندن، 1865-66، تشييد مستودع دريسالتر بشارع تايمز بلندن. هُدم منذ زمن.[292]
- كنيسة الثالوث المقدس، تمبلبريدي، كروسهافين، كونتي كروك، إيرلندا 1866-68.[284]
- كنيسة سانت مارجريت، دارينت كنت 1866-68، إعادة ترميم للقس كواتس.[284]
- قلعة كارديف، جلامورجان، 1866-1928: إعادة إعمارها وترميمها للورد بيوت.[227]
- كنيسة سان ميشيل وكل الملائكة، لوفيلد، هيث، ساسكس  1867-68.[284]
- قصر نايتشايز، تيفرتون، ديفون. 1867-74.[284]
- كنيسة سان ميشيل وكل الملائكة، برايتون، ساسكس 1868: تصاميم مُلحقة، 1892-99 تصاميم مُنفذة.[293]
- كنيسة القديس يوحنا المعمدان،أوتوود، سري 1869.[284]
- محكمة ميلتون، دوركينج، سري 1869-80: تم تجديدها لصالح لاشين ماكينتوش ريت.[294]
- مقر الكاهن شيفيثورن، ديفون 1870-71 للسيد جون هيثكوات-أموري.[295]
- كنيسة أنصار المسيح بسكيلتون أون-أور، يوركشاير، كنيسة تذكارية للسيدة ماري فينر.[296]
- كنيسة القديسة ماريا بستادلي رويال، يوركشاير 1870-78: كنيسة تذكارية لصهر اللورد ريبون.[297]
- حديقة المنزل بكارديف 1871-80: لرئيس مُهندسي اللورد بيوت، جيمس ماكونوشي وقد عُرفت قديمًا بمنزل ماكونوشي.[298]
- غرفة الخطابة بمدرسة هارو 1871-77.[284]
- كنيسة القديسين، موريستون، كنت 1872-73.[284]
- ستوك نوينجتون، لندن، 1872-73، وقد تضررت بشدة بسبب قنبلة اتجهت نحوها عام 1944. هُدمت منذ زمن.[284]
- قلعة كوتش 1872-1991، جلامورجان، إعادة إعمارها وترميمها للورد بيوت.[227]
- كوريوريز هاوس، كنيسة القديسة ماريا، ستادلي رويال، يوركشاير، 1873 م، كوخ عقاري.[155]
- مونت ستيوارت هاوس، جزيرة بيوت، مُصلى، 1873-75، للورد بيوت.[299]
- كلية ترينيتي، هارتفورد، كونيتيكت، الولايات المتحدة الأمريكية، 1873-82، سيبوري، قاعتا نورثام وجارفيس مع المجموعة الكاملة لونج ووك.[300]
- منزل البرج، طريق ميلبوري، كينجستون، 1875-81: أنشأه لنفسه.[284]
- كنيسة سانت جون، كامنوك، إیرشایر، 1878-80، وتم إتمامها بعد وفاة بورجس.[301]
- الكنيسة الإنجيلية، ماریانسكة لازني، جمهورية التشيك 1879: كنيسة تذكارية الكنيسة لآنا سكوت.[302]

### تصاميم لم يتم تنفيذها
- كاتدرائية ليل 1856.[303]
- كاتدرائية القديس فرنسيس كزافييه، أديلايد 1856.[28]
- كاتدرائية كولمبو بسيلان.[28]
- كنيسة القرم التذكارية 1856-61.[304]
- كاتدرائية القديس جون، بريزبان 1859.[305]
- كاتدرائية فلورانس، 1862.[306]
- مدرسة جامسيتجي جيجيبهوي للفنون، بومباي، 1865-66.[307]
- محاكم العدل الملكية، لندن، 1866-67.[308]
- كاتدرائية القديس بولس، لندن، 1870-77، الديكورات الداخلية.[309]
- كاتدرائية القديسة ماريا، أدنبرة 1873.[310]
- كاتدرائية لاهور، 1878.[163]
- كاتدرائية ترورو، 1878.[29]

### قطع الأثاث الرئيسية ومواقعها
- خزانة ياتمان، 1858، متحف فكتوريا وألبرت.[311]
- بوفيه القديس باخوس، 1858، معهد ديترويت للفنون.[312]
- الخزانة المعمارية، 1859، المتحف الوطني في ويلز.[311]
- البوفية المعكوس، 1859، حاليًا مكانه غير معروف.[313]
- بوفية وخزانة الخمر، 1859، معهد الفنون مدينة شيكاغو.[314]
- بوفيه الخمر، 1859، متحف فكتوريا وألبرت.[208]
- الخزانة الكبيرة 1859-62، متحف أشموليان.[315]
- جرن المعمودية في كنيسة القديس بطرس، ديكورات، سومرست، 1861، عرضتها للبيع أبرشية باث وويلز بعد تعرضها لجدل

واسع في 2007، ولكن تم الاحتفاظ بها في الاستئناف.
- مكتبة تيلور 1862، معرض ومتحف الفنون هيجنز، بيدفورد.[317]
- حوض نارسيسوس، 1865، معرض ومتحف الفنون هيجنز، بيدفورد.[222]
- سرير بورجس، 1865، معرض ومتحف الفنون هيجنز، بيدفورد.[223]
- دولاب كروكر، 1867، معرض ومتحف الفنون هيجنز، بيدفورد.[164]
- خزانة الساعة، 1867، معرض الفن في مانشستر.[318]
- د مقاعد الزودياك 1869-70، معرض ومتحف الفنون هيجنز، بيدفورد.[319] وقد تم شراؤها عن طريق المتحف في فبراير عام 2011، ونظرًا لذلك، تم إعادة افتتاح المعرض في 2013.[275]
- خزانة الحضانة، 1875، معرض ومتحف الفنون هيجنز، بيدفورد.[320]
- السرير الذهبي، 1879، قصر نايتشايز، ديفون،[321] على سبيل الإعارة من متحف فكتوريا وألبرت.[322]
- خزانة الفلسفة، 1878-79، وصُممت لأجل غرفة نوم الضيف في منزل البرج، وهي الآن مجموعة خاصة.[323]